# Wilhelm Kaisen

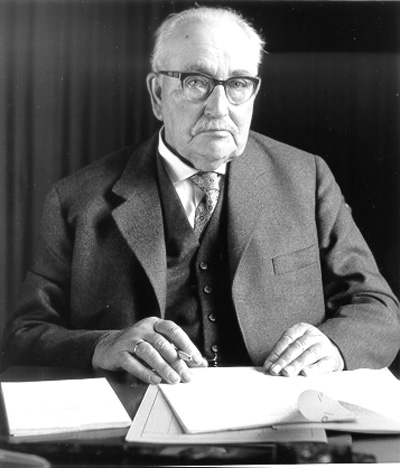

Carl Wilhelm Kaisen (* 22. Mai 1887 in Hamburg; † 19. Dezember 1979 in Bremen) war ein deutscher Politiker der Sozialdemokratischen Partei Deutschlands (SPD). Von 1920 bis 1928 sowie 1933 war er Mitglied der Bremischen Bürgerschaft. Zwischen 1928 und 1933 bekleidete er das Amt des Senators für Wohlfahrtswesen in Bremen. Die Zeit des Nationalsozialismus in Bremen verbrachte er mit seiner Familie als Landwirt im heutigen Bremer Stadtteil Borgfeld, damals noch eine ländliche Gemeinde. Nach dem Ende des Zweiten Weltkriegs beriefen ihn die Vertreter der amerikanischen Besatzungsmacht erneut in den Senat. Sie beförderten ihn kurz darauf zu dessen Präsidenten und damit zum Bremer Bürgermeister. Kaisen prägte den politischen und wirtschaftlichen Wiederaufbau der Hansestadt bis zu seinem Ausscheiden aus dem Senat im Jahr 1965 entscheidend. Er plädierte für die Westintegration der Bundesrepublik Deutschland und die europäische Einigung. Innerhalb der SPD vertrat er damit öffentlich Positionen, die bis Ende der 1950er Jahre deutlich von der ablehnenden Haltung des SPD-Parteivorstands abwichen. Kaisen gilt in Bremen als Symbolfigur des Wiederaufbaus nach 1945.

## Kindheit und Jugend

### Familiärer Hintergrund und Schulzeit

Wilhelm Kaisen (links) mit Eltern und Geschwistern um 1900

Wilhelm Kaisen wurde in Hamburg-Eppendorf als zweites von fünf Kindern geboren. Sein Vater Henrik (Hinrich) war gelernter Maurer, arbeitete später jedoch als Fabrikarbeiter. Seine Mutter Minna, geborene Janzen, war als Tochter eines Gutsverwalters im Kreis Pinneberg geboren worden und lebte wie ihr Ehemann schon einige Jahre in Hamburg. Die Familie zog vor der Choleraepidemie von 1892 aus dem Arbeiterquartier Eppendorf in das noch ländlich geprägte Hamburg-Alsterdorf. Weil der Vater als Bauarbeiter insbesondere im Winter häufig arbeitslos war, trugen Ehefrau und Kinder zum Familieneinkommen bei.
Zu den wichtigsten Kindheitserinnerungen Kaisens gehörte die Wertschätzung von Arbeit, die den Lebensunterhalt sicherstellte. Zugleich schätzte er den familiären Zusammenhalt in seinem Elternhaus, der auch für sein späteres Leben prägend sein sollte. Schließlich genoss der junge Wilhelm die regelmäßigen Aufenthalte auf dem Gutshof nahe Elmshorn bei seinen Großeltern mütterlicherseits.
Wilhelm besuchte von 1893 bis 1900 die Volksschule in Alsterdorf. Sein Lehrer förderte ihn, sodass Wilhelm Kaisen das letzte Schuljahr auf einer weiterführenden Schule in Eppendorf verbringen konnte. Sein Wunsch, Lehrer zu werden, zerschlug sich, da die Eltern das Schulgeld nicht aufbringen konnten und weil Wilhelm sich in der Knabenschule in Eppendorf nicht wohlfühlte. 1900 begann er als ungelernte Kraft in der Seifenfabrik C. Puhlmann & Sohn in Alsterdorf, in welcher sein Vater seit Jahren beschäftigt war.

### Eintritt in die Arbeitswelt und Militärdienst

Kaisen im Alter von 19 Jahren

Seine ersten Arbeitsjahre verbrachte Kaisen als Fabrikarbeiter in der Produktion von Seifen, später von Schuhcreme. Von 1905 bis 1907 ließ er sich zum Stuckateur ausbilden; dieses Handwerk erlebte in der Zeit des Jugendstils eine starke Nachfrage. Sein neuer Beruf führte Kaisen bis 1914 in einer lang anhaltenden Boomphase an verschiedene Orte Norddeutschlands und Dänemarks einschließlich Kopenhagen.
Von Oktober 1907 bis September 1909 leistete Kaisen seinen Militärdienst beim Feldartillerie-Regiment Nr. 9 der Preußischen Armee in Itzehoe. Er wurde zwar von einigen Vorgesetzten schikaniert, weil er seit seinem 18. Lebensjahr eingeschriebenes Mitglied der Sozialdemokratischen Partei war, betrachtete die Rekrutenzeit aber rückblickend durchaus wohlwollend. Es war ihm nach eigener Einschätzung gelungen zu beweisen, dass auch Vertreter der Arbeiterklasse und bekennende Sozialdemokraten gute Soldaten abgeben können – nicht allein solche aus „besseren Kreisen“. Seine Leistungen fanden Anerkennung. Er verließ das Militär als Unteroffiziersanwärter und mit Auszeichnung für seine Fähigkeiten als Schütze.

## Vorkriegsengagement in der Arbeiterbewegung

### SPD-Eintritt und erste Karriereschritte
1905 trat Wilhelm Kaisen in die SPD ein. Bereits sein Vater besaß seit langer Zeit ein Parteibuch der SPD. Dieser hatte die Repression gegen die Partei in den Zeiten des Sozialistengesetzes (1878–1890) noch selbst erlebt. Nicht allein familiäre Gründe waren für den Eintritt Wilhelm Kaisens ausschlaggebend. Ihn motivierte auch sein eigenes Erleben der Fabrikarbeit, die Rechtsstellung der Arbeiter und die alltäglichen Erfahrungen mit Unfallgefahren und der mangelhaften Arbeitshygiene. Die Partei machte Interessierten zudem Bildungsangebote. Kaisen nutzte die Abendkurse des Arbeiterbildungsvereins in Barmbek und erwarb Kenntnisse in Soziologie und Nationalökonomie. Gleichzeitig beteiligte er sich an innerparteilichen Diskussionsveranstaltungen und schulte seine rhetorischen Fähigkeiten.
Es gelang Kaisen rasch, in der Partei vorwärtszukommen, dabei half ihm die führende Stellung seines Vaters im Parteidistrikt Fuhlsbüttel. Wilhelm wurde gleich nach seinem Parteieintritt Schriftführer und war von Anfang 1911 bis zum Ersten Weltkrieg Vorsitzender dieses Distrikts. Seinen ersten großen öffentlichen Auftritt hatte er bei der Maifeier der Fuhlsbüttler Genossen im Jahr 1913. 1907, zwei Jahre nach seinem Parteieintritt, schloss er sich der freigewerkschaftlichen Organisation der Stuckateure, Gipser und Weißbinder an.

### Berlin und neue Berufsperspektive
Das politische Talent Kaisens fiel in der Hamburger Landesorganisation der SPD auf. Vom 1. Oktober 1913 bis zum 31. März 1914 besuchte er auf ihren Vorschlag die Reichsparteischule der SPD in Berlin. Zu den Lehrkräften, die ihn am stärksten beeindruckten, gehörte Rosa Luxemburg, die in den Fächern Nationalökonomie und Wirtschaftsgeschichte unterrichtete. Der Leiter der Parteischule, Heinrich Schulz, beeindruckte Kaisen ebenfalls. Er unterwies seine Zuhörer in Zeitungslehre und -technik. In seinem Kurs lernte er auch seine spätere Ehefrau Helene Schweida kennen, die einzige Frau unter den 31 Teilnehmern. Die Genossen aus Bremen hatten sie delegiert.
Von Berlin nach Hamburg zurückgekehrt, strebte Kaisen eine Karriere im sozialdemokratischen Zeitungswesen an. Wenige Wochen später konnte er seinen ersten Erfolg vorweisen: Das Hamburger Echo druckte am 17. Mai 1914 seinen Artikel, der mit klassisch marxistischem Vokabular die für den Kapitalismus typischen ökonomischen Krisen beschrieb.

## Erster Weltkrieg

### Soldat an der Westfront
Kaisen wurde im Zuge der Mobilmachung nach Hamburg-Bahrenfeld einberufen und dort einem aus Reservisten zusammengestellten Artillerieregiment zugeteilt. Diese Einheit wurde am 3. August 1914 nach Frankreich verlegt und verbrachte den gesamten Krieg bis November 1918 an der Westfront.
Gleich nach Kriegsbeginn wurde Kaisen zum Unteroffizier befördert. Kaisen war in Flandern und Nordfrankreich nicht direkt im Stellungskrieg, sondern im rückwärtigen Frontbereich eingesetzt. Er wurde zum Feldwebel befördert und erhielt das Hanseatenkreuz sowie das Eiserne Kreuz II. Klasse.

### Heirat
In den Kriegsjahren korrespondierte er mit Helene Schweida über politische und private Themen. Am 1. Mai 1916 heirateten sie während eines Fronturlaubes in Worpswede. Aus der Ehe gingen zwei Söhne und zwei Töchter hervor.
Kaisen blieb während des Krieges wie die Mehrheit der Hamburger Sozialdemokraten der „vaterländischen“ Linie der SPD- und Gewerkschaftsführung treu. Seine Frau hingegen neigte der Unabhängigen Sozialdemokratischen Partei Deutschlands (USPD) zu. In Bremen hatte sich bereits vor dem Krieg ein starker linker Flügel etabliert, der auch in den Kriegsjahren die politische Diskussion in der örtlichen Sozialdemokratie dominierte.
In den Briefen, die sie sich in der zweiten Kriegshälfte schrieben, behandelten die Eheleute ihre Zukunftsperspektiven. Sie hegten unter anderem Pläne, nach Dänemark oder in die Vereinigten Staaten auszuwandern.

### Kriegsende
Nach dem Zusammenbruch der militärischen Widerstandskraft des Kaiserreichs ab Herbst 1918 und dem Beginn der Novemberrevolution wählten seine Regimentskameraden Kaisen zum Vorsitzenden des Soldatenrats. Er legte größten Wert auf eine rasche, geordnete und verlustfreie Rückführung seines Regiments. Dieses Vorhaben gelang, kurz vor Weihnachten 1918 waren die Truppen wieder in Hamburg.

## Politik in Bremen in den Jahren der Weimarer Republik

### Wechsel an die Weser
Die Hamburger Landesorganisation der SPD berief Kaisen nach seiner Rückkehr in den erweiterten Führungskreis der Partei. Zugleich sorgte sie dafür, dass er beim örtlichen Arbeitsamt angestellt wurde, wo er neben vielen Anderen damit befasst war, die zurückströmenden Soldaten wieder in die Arbeitswelt zu integrieren und Arbeiter aus Rüstungsbetrieben in der Friedensproduktion zu beschäftigen.
Seine schwangere Frau – der erste gemeinsame Sohn Niels kam am 6. März 1919 zur Welt – blieb in Bremen und erlebte die politischen Ereignisse im Zuge der Bremer Räterepublik, ihre Zerschlagung und die nachfolgenden Streikaktionen. Die Bremer SPD hatte nach diesen Geschehnissen erheblich an Ansehen und Einfluss in der Arbeiterschaft verloren und die Linke hatte in Bremen bereits in den Vorkriegs- und Kriegsjahren erhebliches Gewicht besessen. Der SPD-Bezirk Hamburg-Nordwest – zuständig für das Elbe-Weser-Dreieck einschließlich der Städte Hamburg und Bremen – entschloss sich zu einer umfassenden Neuorganisation der Partei- und zur Verbesserung der Öffentlichkeitsarbeit in Bremen. In diesem Zusammenhang nahm Kaisen im Juni 1919 das Angebot an, als Journalist bei der Ende Januar 1919 gegründeten SPD-Zeitung Bremer Volksblatt tätig zu werden.

### Journalistische Arbeit
In der Redaktion war Kaisen für Lokalpolitik zuständig. Trotz seiner geringen praktischen journalistischen Erfahrung erwarb er sich rasch auch den Respekt von Kollegen, die für konkurrierende Arbeiterzeitungen tätig waren, so zum Beispiel von Alfred Faust, der die damals zur USPD gehörende Bremer Bürger-Zeitung leitete und Jahrzehnte später Sprecher des Bremer Senats wurde. Kaisen entwickelte sich in der Redaktion des Volksblatts zur unangefochtenen Führungspersönlichkeit. Er wurde gut ein Jahr nach seinem Eintritt in die Redaktion zum Chefredakteur des Volksblatts bestellt.
Seine Artikel zeigten den Unterschied zwischen sozialdemokratischer Politik und der der bürgerlichen Parteien auf. Er ging scharf mit jenen Kräften um, die die parlamentarische Demokratie aus reaktionären Motiven heraus angriffen. Ablehnend stand er allen Revolutionierungsversuchen von links gegenüber. Kaisen hielt damit den Kurs, den die Parteiführung der Mehrheitssozialdemokratie deutschlandweit vorgab. Der USPD gegenüber signalisierte er die Bereitschaft zur politischen Zusammenarbeit, wies zugleich aber darauf hin, dass diese Partei solche Angebote schon mehrfach ausgeschlagen hatte. Nach dem Zusammenschluss von Mehrheitssozialdemokratie und USPD wurden die USPD-Blätter eingestellt und die Redaktionen mit der des Bremer Volksblattes zusammengelegt. Kaisen wurde Chefredakteur der neuen Zeitung, die ab 1. Oktober 1922 den Titel Bremer Volkszeitung trug. Diesen Posten behielt er bis Anfang Mai 1925. Anschließend widmete er sich stärker seinen Aufgaben als Bürgerschaftsabgeordneter.

### Abgeordneter der Bürgerschaft
In der SPD war es üblich, führende Redakteure für Parlamentsmandate zu nominieren. Bei Wilhelm Kaisen kamen weitere Faktoren hinzu, die dazu führten, dass er für die Bremer Bürgerschaft kandidierte: Das Ansehen der Bremer SPD litt unter der Handlungsweise jener Führungskräfte, die in den Zeiten der Novemberrevolution, der Bremer Räterepublik und der nachfolgenden Unruhen fast ausschließlich auf Ruhe und Ordnung gepocht hatten. Die Exponenten dieser Politik auf dem rechten Parteiflügel wurden am 6. Juni 1920 bei den Wahlen zur Bremer Bürgerschaft abgestraft – die Partei verlor ein Drittel der Stimmen im Vergleich zu den Wahlen im März 1919. Am 6. Juni 1920 fanden zugleich die Wahlen zum Reichstag statt. Hier verlor die SPD fast die Hälfte der Wähler, die noch am 19. Januar 1919 bei der Wahl zur Deutschen Nationalversammlung in Bremen für sie votiert hatten.
Kaisen gehörte ab Sommer 1920 zur geschrumpften SPD-Fraktion in der neuen Bürgerschaft. Er hatte sich nach seiner Übersiedlung nach Bremen neben seiner journalistische Tätigkeit auf vielen Diskussions- und Schulungsveranstaltungen als Redner beziehungsweise Hauptreferent profiliert. In innerparteilichen Diskussionen hatte er dafür plädiert, das Bündnis mit der Bremer USPD zu suchen und sich nur dann auf Bündnisse mit bürgerlichen Parteien einzulassen, wenn die USPD in die Koalitionen einbezogen werden würde. Kaisen traf mit dieser Auffassung die Stimmung der Mehrheit in der Bremer SPD. Insgesamt handelte er nicht als Parteirechter, sondern als Mann der Basis.
Seinen ersten großen parlamentarischen Auftritt hatte Kaisen, als er für die SPD den Antrag begründete, die Stadtwehr aufzulösen. Diese hatte sich in den Augen der Arbeiterparteien von einer anfänglichen Polizeireserve zunehmend zu einem Instrument der Gewalt gegen die Arbeiterschaft entwickelt. Das gemeinsame Anliegen von SPD, USPD und Kommunistischer Partei Deutschlands (KPD) scheiterte jedoch am Widerstand des bürgerlichen Senats.
In den folgenden zwei Jahren profilierte sich Kaisen innerhalb der SPD-Bürgerschaftsfraktion als Sozialpolitiker. Er forderte eine deutliche Erhöhung der Transferzahlungen für Rentner, Arbeitslose und Wohlfahrtsempfänger. Sein sozialpolitisches Engagement ließ ihn in die Führungsriege der Fraktion aufrücken. Im Wechsel mit dem SPD-Fraktionsvorsitzenden Emil Theil hielt Kaisen seit 1923 Grundsatzreden zur Haushaltspolitik.
Merkmal seines Aufstiegs in der Partei war auch seine Delegation auf alle SPD-Parteitage zwischen 1920 und 1927. Seit 1922 war er auch stellvertretender Vorsitzender des Bezirks Hamburg-Nordwest.

### Senator
Im April 1928 trat Wilhelm Kaisen das Amt des Senators für Wohlfahrtspflege an, das auch die bremische Arbeitsmarktpolitik zu steuern hatte. Er gehörte dem Senat an, der bis 1933 von SPD, Deutscher Demokratischer Partei (DDP) und Deutscher Volkspartei gebildet wurde. Mit dem Eintritt in den Bremer Senat beendete die SPD ihr jahrelanges Oppositionsdasein. Diese Entwicklung ähnelte der auf Reichsebene, wo die SPD ab Mitte 1928 als Teil der Regierung Müller Reichsminister und Reichskanzler stellte.
Dem Wohlfahrtsressort kam in Zeit der Weltwirtschaftskrise erhebliche Bedeutung zu, denn die Zahl der zu versorgenden Personen stieg, ebenso die finanziellen Aufwendungen für die Arbeitslosen. Betrugen die Fürsorgeaufwendungen in Bremen Anfang 1929 monatlich etwa 100.000 Reichsmark, so lagen sie vier Jahre später bei über 1 Million Reichsmark.
Die Auswirkungen der Krise traten im Vergleich zum Reich relativ spät ein, sie trafen die Stadt mit ihrer spezifischen, an Handel, Schifffahrt und Schiffbau orientierten Wirtschaft jedoch hart. Höhepunkt der Krise war Mitte 1931 der Zusammenbruch des Nordwolle-Konzerns. Der Konkurs führte zum Totalverlust eines kurz vorher gewährten Bremer Staatskredits. Weiterhin zog er die Zahlungsunfähigkeit der Danat-Bank, damals drittgrößte Bank in Deutschland, sowie der größten Bank Nordwestdeutschlands, der Schröder-Bank nach sich. Die Belastungen durch die Konkurse der Nordwolle und der Schröder-Bank waren so groß, dass die Bremer Eigenstaatlichkeit zeitweise gefährdet war.
Unter diesen fiskalischen Bedingungen bemühte sich Kaisen, die Fürsorgeleistungen für die steigende Zahl der Bedürftigen aufrechtzuerhalten. Innerhalb der SPD verschaffte er sich mit seinem Engagement großes Ansehen. Seine Amtsführung überzeugte auch die bürgerlichen Koalitionspartner. Selbst politische Gegner zollten ihm Respekt.
Innerparteilich stieg Kaisen ab 1928 zum ersten Mann in Bremen auf. Dies lag neben seiner Politik als Wohlfahrtssenator auch an seinem unbeirrten Eintreten für die Republik insgesamt, für die sozialdemokratische Regierungsbeteiligung auf Reichsebene sowie für die sich ab 1930 anschließende Tolerierungspolitik der SPD gegenüber den Präsidialkabinetten Heinrich Brünings. Bei der Bürgerschaftswahl Ende November 1930 trat Kaisen als Spitzenkandidat der Sozialdemokraten an. Im Februar 1931 rückte er in das Amt des stellvertretenden Vorsitzenden der Bremer SPD auf.

## Im Borgfelder Exil

### Vom Senator zum Siedler
Am 6. März 1933, wenige Wochen nach der nationalsozialistischen Machtergreifung, mussten die SPD-Senatoren Kaisen, Sommer und Klemann aus dem Senat ausscheiden. In den darauf folgenden Wochen setzte die SPD in Bremen darauf, den Nationalsozialisten keinen Vorwand für Gewalt und Verfolgung zu liefern. Sie hoffte vergeblich, durch einen strikten Legalitätskurs die Zerschlagung der Arbeiterbewegung zu verhindern. Die Organisationen wurden jedoch im Zuge des nationalsozialistischen Herrschaftsausbaus verboten. Dies betraf auch die Bremer Volkszeitung, in deren Redaktion Kaisen nach seinem Ausscheiden aus dem Senat wieder eingetreten war. In wenigen Wochen drohte Kaisen somit von allen Einkommensquellen abgeschnitten zu werden, sobald die neuen Machthaber die Zahlung von Übergangsgeldern an den Ex-Senator einstellen würden.
Kaisen wurde zusammen mit den übrigen Mitgliedern des Bremer SPD-Vorstands am 12. Mai 1933 verhaftet. Im Unterschied zu vielen anderen inhaftierten Sozialdemokraten wurde er im Gefängnis nicht misshandelt und kam nach zwölf Tagen wieder frei. Allerdings blieb die Internierung für ihn, der an Recht und Gesetz glaubte, ein einschneidendes Ereignis, zumal seine Frau aufgrund seiner Verhaftung schwer erkrankte.
Kaisen sann auf eine Möglichkeit, mit seiner Familie in Deutschland zu bleiben und seinen Lebensunterhalt zu bestreiten, sich aber gleichzeitig dem Zugriff der Nationalsozialisten zu entziehen. Er bewarb sich um eine Siedlerstelle in Borgfeld, einer damals noch ländlichen Gemeinde im Osten Bremens an der Niederung der Wümme. Kaisen erwarb im Sommer 1933 die letzte dieser Siedlungsstellen, die zirka zwei Kilometer vom Ortsrand von Borgfeld entfernt war und so dem Rückzugswunsch Kaisens entgegenkam. Nach der Errichtung des Siedlungshauses zog er im Dezember 1933 mit seiner Familie, zu der auch der Vater seiner Ehefrau gehörte, von der Stadt aufs Land.

### Politische Abstinenz
Um sich und seine Familie nicht in Gefahr zu bringen, vermied es Kaisen strikt, sich politisch beziehungsweise im Untergrund zu betätigen. Sein Vorsatz, sich quasi unsichtbar zu machen, gelang. Er und seine Angehörigen blieben in ihrer inneren Emigration weitgehend unbehelligt. Bis 1944 interessierte sich die Gestapo nur einmal für ihn: Kurz nach Ostern 1935 fragte sie ihn in Borgfeld aus, um Informationen für einen Prozess gegen Bremer Mitglieder des Reichsbanners Schwarz-Rot-Gold zu erhalten. Kaisen vermied es zudem, sich in der Stadt zu zeigen. Nach dem gescheiterten Attentat vom 20. Juli 1944 auf Adolf Hitler geriet Kaisen im Zuge der Aktion Gitter allerdings in die Gewalt der Gestapo. Sie verhaftete ihn am 27. August 1944, ließ ihn jedoch noch am Abend des gleichen Tages wieder frei.
Die notgedrungene politische Abstinenz bedeutete nicht, dass er alle Verbindungen zu früheren Mitstreitern abbrach. Diese Kontakte waren jedoch nie auf Konspiration angelegt, sondern dienten in erster Linie der Pflege persönlicher Bekanntschaften. Wenn es die Zeit und die Arbeit zuließen, beschäftigte sich Kaisen mit sozialistischen Schriften. Auf sie konnte er zugreifen, weil sein Schwiegervater über eine umfangreiche Sammlung entsprechender Literatur verfügte, die er mit nach Borgfeld gebracht hatte. Mit einigen wenigen Sozialdemokraten stand Kaisen in Briefkontakt. Dazu gehörten der langjährige Reichstagspräsident Paul Löbe, der frühere Innenminister Preußens und des Reichs, Carl Severing, sowie Alfred Faust.

### Landwirtschaft
Kaisen, der als Kind bereits Bekanntschaft mit der Landwirtschaft gemacht hatte, nahm die Herausforderungen seiner neuen bäuerlichen Existenz an. Dabei zeigte er so viel Ehrgeiz und Geschick, dass seine Nachbarn, oft erfahrene Landwirte, rasch ihre anfängliche Skepsis gegenüber dem „Städter“ Kaisen aufgaben und nachbarschaftliche Unterstützung und Rat anboten.
Zunächst konzentrierten sich Kaisen und seine Familienmitglieder auf den Anbau von Gemüse auf dem insgesamt 30 Morgen großen Hof, das an einen Laden in der Umgebung verkauft oder direkt vertrieben wurde. Der Anbau von Kartoffeln und Getreide sowie die Viehhaltung dienten dem Eigenbedarf. Die Erträge aus dem Verkauf des Gemüses gestatteten das Pachten anliegender Felder. Sie ermöglichten außerdem, im begrenzten Umfang Milchwirtschaft zu betreiben.
Kaisen identifizierte sich mit seiner neuen Arbeit so sehr, dass er sie auch nach dem Zweiten Weltkrieg nie aufgab. Er blieb der Landwirtschaft eng verbunden, besorgte allmorgendlich seinen Hof und lebte seit 1933 ununterbrochen in der Borgfelder Flur.

## Wiederaufbau Bremens

### Im Zentrum der Bremer Politik
In den letzten Kriegstagen suchte der amerikanische Historiker Walter L. Dorn, später Verfasser des Entnazifizierungsgesetzes und Berater des amerikanischen Militärgouverneurs für Deutschland, General Lucius D. Clay, Kaisen in Borgfeld auf. Im Auftrag der amerikanischen Besatzungstruppen bat er ihn, sich am politischen Wiederaufbau in Bremen zu beteiligen und sich für den Eintritt in den Senat bereitzuhalten. Kaisen übernahm daraufhin wie in der Weimarer Zeit den Posten des Senators für das Wohlfahrtswesen. Mit dem von den Amerikanern ernannten Regierenden Bürgermeister Erich Vagts kam er gut aus, obwohl dieser bereits im Sommer 1945 aufgrund seiner Vergangenheit als Amtsträger im Dritten Reich zunehmend in die Kritik geriet und von den Amerikanern schließlich fallen gelassen wurde.
Am 1. August 1945 wurde Kaisen selbst durch die Besatzungsbehörden zum Präsidenten des Senats berufen. In dieser Funktion pflegte er intensive Arbeitskontakte zu den amerikanischen Behörden und kooperierte mit ihnen zu beiderseitiger Zufriedenheit. Die Akzeptanz Kaisens bei den Amerikanern kam unter anderem dadurch zum Ausdruck, dass sie ihn auch zum Präsidenten der ersten Nachkriegsbürgerschaft beriefen.
Kaisen hielt es für zwingend geboten, die Lasten des Wiederaufbaus auf möglichst alle Schultern zu verteilen. Darum war er stets ein Verfechter von möglichst breit aufgestellten Koalitionsregierungen, die ein Bündnis von Kaufmannschaft und Arbeitern darstellen sollten. Das galt auch, wenn die SPD nach Bürgerschaftswahlen absolute Mehrheiten errang.

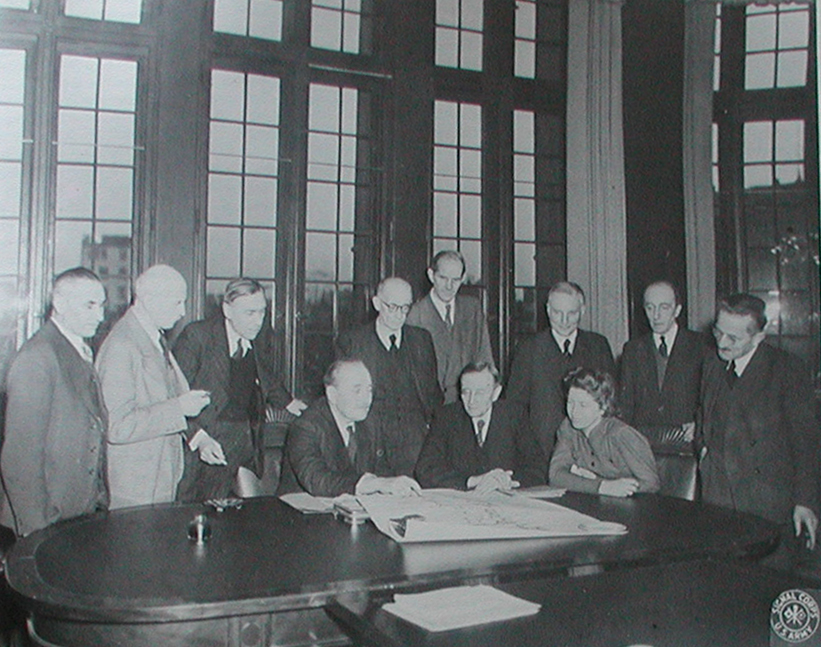
Der Senat Kaisen II am 6. Januar 1946 im Bremer Rathaus

Kaisens Amtsverständnis war geprägt durch die Vorrangstellung, die dem Senat in Kaisens Augen gegenüber der Bürgerschaft und damit auch allen Parteien zukam. Für die SPD und die SPD-Fraktion hieß dies, dass sie sich der Politik des Senats und seines Präsidenten zu fügen und sie zu unterstützen hätten. Im Rahmen dieser Politikvorstellungen konnte Kaisen insbesondere gegenüber Parteigenossen durchaus autokratisch oder gar autoritär auftreten.
Innerhalb des Senats legte er trotz seiner Stellung als Präsident Wert auf das in Bremen tradierte Kollegialitätsprinzip, auf ressortübergreifende Koordination der Politik sowie auf Repräsentation dieser Politik gegenüber den Besatzungsbehörden und in anderen Teilen Deutschlands.
Seine Bescheidenheit in der persönlichen Lebensführung sowie seine geradlinige, unverkrampfte Art machten ihn in Bremen weit über die Parteigrenzen hinaus glaubwürdig und populär, was sich insbesondere in Wahlkämpfen und Wahlergebnissen zeigte.
Im Senat zählte Justizsenator Theodor Spitta, der 1920 und erneut 1947 die Landesverfassungen konzipierte, zu Kaisens Vertrauten. Gleiches galt für Finanzsenator Wilhelm Nolting-Hauff, der wie Kaisen für eine strikt an den Einnahmen orientierte Haushaltsführung eintrat. Auch Innensenator Adolf Ehlers arbeitete eng mit Kaisen zusammen und wurde Anfang der 1960er Jahre von diesem als Nachfolger im Amt des Senatspräsidenten auserkoren. In bundespolitischen Fragestellungen verließ sich Kaisen auf den Rat von Karl Carstens, damals Beauftragter Bremens beim Bund. Zum engsten Berater Kaisens avancierte Alfred Faust, seit Mitte 1950 Pressesprecher des Bremer Senats.

### Sicherung der Bremer Eigenständigkeit
Mit der Gleichschaltung der Länder hatten die nationalsozialistischen Machthaber 1933 auch die Bremer Souveränität abgeschafft. Als eines ihrer Hauptanliegen arbeiteten führende Bremer Politiker nach dem Ende des Zweiten Weltkrieges auf die Wiedererlangung und Sicherung der Bremer Eigenständigkeit hin. Ein Ansatzpunkt zur Umsetzung dieses Ziels lag in der Rolle Bremens und seines Umlandes für die amerikanische Besatzungszone. Absprachen zwischen Großbritannien und den Vereinigten Staaten hatten zur Bildung einer amerikanischen Enklave in der britischen Besatzungszone geführt. Sie sollte zur Versorgung der amerikanischen Besatzungszone in der Mitte und im Süden Deutschlands dienen. Im Auftrag von Erich Vagts legte Theodor Spitta am 9. Mai 1945 ein Gutachten vor, welches die Wiederherstellung der Eigenständigkeit Bremens empfahl. Kaisen stimmte diesem Gutachten zu, er nahm allerdings in der Folgezeit auf Bedenken Rücksicht, die Vertreter von Gebieten links und rechts der Unterweser geäußert hatten. Diese Gebiete Preußens bzw. Oldenburgs wollten nicht von Bremen aus regiert werden. In Gesprächen der zuständigen amerikanischen und britischen Stellen über die administrative Ordnung im Unterweserraum einigte man sich im Dezember 1945 darauf, Bremen, das Hafengebiet an der Wesermündung und die Stadt Wesermünde der amerikanischen Enklave zuzuschlagen.

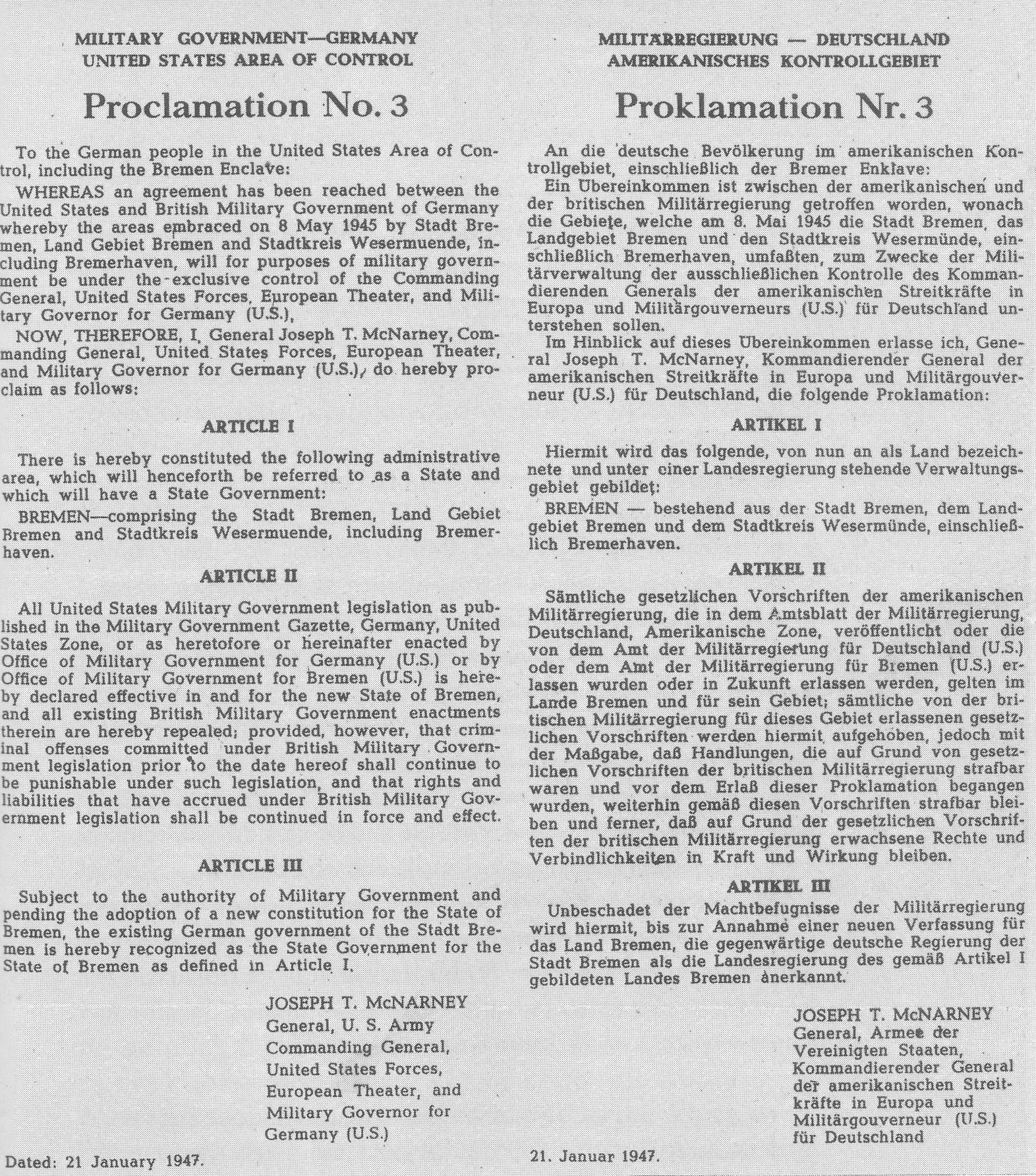
Proklamation Nr. 3 der amerikanischen Militärbehörden, die den Status Bremens als eigenständiges Land festlegt

Die Gegner der Bremer Eigenständigkeit verstummten damit allerdings nicht. Die Führung des Landes Hannover beziehungsweise Niedersachsens wollte weiterhin die amerikanische Enklave in das eigene Gebiet übernehmen. Kaisen und sein Senat lehnten solche Pläne mit dem Hinweis ab, Bremen habe wie in der Vergangenheit auch in der Zukunft eine Sonderaufgabe für Gesamtdeutschland durch die besondere Orientierung der Stadt auf Seehandel und Schifffahrt. Die amerikanische Militärregierung unterstützte den Senat in dieser Frage. Ende Oktober 1946 kamen die britischen und amerikanischen Stellen schließlich zu einer Übereinkunft in der Streitfrage: Bremen sollte auch zukünftig nicht in die britische Zone eingegliedert werden. Am 21. Januar wurde schließlich rückwirkend zum 1. Januar 1947 mit der Proklamation Nr. 3 das Land Bremen gebildet, das aus der Stadt Bremen, dem Landgebiet Bremen, dem Stadtkreis Wesermünde und dem Bremischen Hafen an der Wesermündung bestand. Der Senat unter Kaisen galt fortan als Landesregierung. Am 10. März 1947 folgte die Umbenennung von Wesermünde in Bremerhaven.
Spitta koordinierte im Laufe des Jahres 1947 die Arbeiten an der Landesverfassung der Freien Hansestadt Bremen. Den kontrovers diskutierten Entwurf, der am 1. August 1947 von der Verfassungsdeputation verabschiedet worden war, ließ Kaisen in umstrittenen Punkten ändern. Die Modifikationen betrafen vor allem Sozialisierungsmöglichkeiten, Mitbestimmungsfragen und Fragen des Schulwesens. Am 15. September 1947 wurde der überarbeitete Entwurf von der Bürgerschaft mit großer Mehrheit verabschiedet und von der Bevölkerung am 12. Oktober 1947 per Volksentscheid angenommen.
Im Vorfeld der Gründung der Bundesrepublik Deutschland und in den 1950er Jahren kursierten im Zuge der Diskussionen über die Neugliederung des Bundesgebietes Pläne zur Konstituierung eines Nordweststaates unter Einbeziehung Bremens und Hamburgs. Kaisen lehnte diese Überlegungen ab. Er betrachtete die beiden Hansestädte als Treuhänder Gesamtdeutschlands in Fragen des Außenhandels, eine Funktion, die die Eigenständigkeit Bremens und Hamburgs begründe.

### Entnazifizierung
Auf Anordnung der amerikanischen Besatzungsbehörden wurden in Bremen nach dem Ende des Dritten Reiches wie in ganz Deutschland alle nationalsozialistischen Organisationen aufgelöst, die NS-Symbole aus der Öffentlichkeit entfernt und alle Personen aus der öffentlichen Verwaltung entlassen, die vor dem 1. Mai 1937 in die Nationalsozialistische Deutsche Arbeiterpartei eingetreten waren oder als begeisterte Anhänger galten. Deutschlandweit standen die Entnazifizierungsprozesse seit Ende 1947 im Schatten des heraufziehenden Kalten Krieges. In Bremen erwies sich das angewandte Fragebogen- und Spruchkammerverfahren als wenig effektiv.
Kaisen hielt die Entnazifizierung für eine notwendige Voraussetzung für Schaffung des demokratischen Staates. Zugleich sprach er den Besatzungsmächten aber das Recht ab, über eine „deutsche Schuld“ zu urteilen. Wichtiger als Fragebögen und Spruchkammern war für Kaisen die Auseinandersetzung jedes Einzelnen mit seinem Verhalten im Dritten Reich. Nur durch diese Reflexion sei Einsicht in fehlerhaftes Verhalten zu gewinnen.
Den gewählten formalen Weg der Entnazifizierung machte Kaisen mitverantwortlich dafür, dass in der Verwaltung dringend benötigtes Fachpersonal fehlte und die wirtschaftliche Wiederbelebung anfangs nur schleppend vorankam. Es kam ihm darauf an, die als Belastung empfundenen Entnazifizierungsprozeduren rasch abzuschließen. Ab 1948 hatten die Amerikaner – bis dahin die am stärksten an einer gründlichen politischen Reinigung interessierte Besatzungsmacht – ebenfalls andere politische Hauptziele, die in der Eindämmung des als Gefahr wahrgenommenen Kommunismus Moskauer Prägung zusammenliefen. Auch sie strebten nun ein Ende der Entnazifizierung an, die 1949 weitgehend abgeschlossen war. Dennoch kam es zu einem öffentlichen Konflikt mit den Amerikanern, in dem Kaisen scharfe Worte wählte. Joseph Francis Napoli, der in Bremen für die Entnazifizierung verantwortliche US-Offizier, kritisierte nach seiner Rückkehr in die Vereinigten Staaten öffentlich die Bremer Entnazifizierungspraxis. Charles Richardson Jeffs, Direktor der Bremer Militärregierung, schloss sich diesem Urteil an. Kaisen wies die Vorwürfe empört zurück, vor allem deswegen, weil beide ihn vorher in dieser Frage nicht konsultiert hatten, obwohl sie ein ausgesprochen gutes Verhältnis zum Bremer Senatspräsidenten pflegten. Jedoch erwiesen bereits zeitgenössische Untersuchungen die Berechtigung der amerikanischen Kritik. Eine Ende 1949 vom zuständigen Senator für politische Befreiung, Alexander Lifschütz, vorgelegte Untersuchung zeigte, dass von den 400.000 in Bremen per Bogen befragten Erwachsenen nur 16.500 ein Spruchkammerverfahren zu gewärtigen hatten. Zirka 800 davon wurden in die obersten drei Kategorien eingeordnet, galten also als Hauptschuldige, Belastete oder Minderbelastete. Viele von ihnen wurden bis 1952 auf dem Gnadenweg zu Mitläufern herabgestuft.
Kaisen ließ sich auch für Vorstöße gewinnen, die auf die Begnadigung verurteilter Kriegsverbrecher zielten. So wandte sich 1952 der Anwalt von Erwin Schulz, der im Nürnberger Einsatzgruppen-Prozess 1948 zu 20 Jahren Gefängnis verurteilt und 1951 zu 15 Jahren begnadigt worden war, an Kaisen. Schulz verantwortete als Führer des Einsatzkommandos 5 der Einsatzgruppe C zahlreiche Massenmordaktionen im Reichskommissariat Ukraine. Sein Anwalt bat um eine Befürwortung eines Gnadenaktes. Kaisen setzte sich beim amerikanischen Hohen Kommissar Walter J. Donnelly sowie bei seinem Nachfolger James Bryant Conant für Schulz ein. In seiner Bremer Zeit habe dieser sich gegenüber inhaftierten Sozialdemokraten stets ehrenhaft verhalten. Die Bemühungen hatten Erfolg: 1954 wurde Schulz aus der Justizvollzugsanstalt Landsberg auf Bewährung entlassen.

### Verhältnis zu Kommunisten
Unmittelbar nach dem Ende des Zweiten Weltkrieges waren in Bremen viele Sozialdemokraten geneigt, mit den Kommunisten eng zusammenzuarbeiten. Nach der Zwangsvereinigung von KPD und SPD zur Sozialistischen Einheitspartei Deutschlands (SED) in der sowjetischen Besatzungszone im April 1946 kühlte diese Bereitschaft deutlich ab. Kaisen kam das entgegen, denn er hielt die ideologischen Differenzen beider Parteien für unüberbrückbar. Seine Haltung der KPD gegenüber war ausschließlich von pragmatischen Gesichtspunkten geprägt. Zunächst wollte er verhindern, dass die KPD durch Opposition gegen die Entscheidungen des Nachkriegssenats Popularitätsgewinne erzielen konnte. Er band sie durch die Berufung von Adolf Ehlers und Hermann Wolters in die Regierung ein. Nachdem beide KPD-Funktionäre aus Protest gegen die Gründung der SED zur SPD übergetreten waren, hielt Kaisen an Käthe Popall fest, die seit Sommer 1945 als Senatorin amtierte. Zugleich berief er Albert Häusler in den Senat. Kaisen änderte diese Einbindung von KPD-Mitgliedern Anfang 1948 vor allem deswegen, weil er kaum noch einen Nutzen darin erblickte.
Der Koreakrieg war Anlass für die Errichtung der Landesbehörde für Verfassungsschutz sowie für die Aufstellung von Bereitschaftspolizei-Einheiten. Hinzu kamen die Auflösung von Bürgerschaftsausschüssen und ihre Neubildung ohne Mitglieder der KPD-Fraktion. Außerdem erhielten KPD-Funktionäre keine Einladungen mehr zu Senatsempfängen. Trotz dieser Ausgrenzungspolitik beteiligte sich Bremen nicht an Versuchen, alle Tarnorganisationen der KPD zu verbieten. Auch Beamte wurden in Bremen nicht auf eine etwaige KPD-Mitgliedschaft überprüft.
Kaisen hielt Überlegungen, die KPD zu verbieten, für falsch. Er plädierte dafür, die Auseinandersetzung nicht mit juristischen Mitteln zu führen, sondern mit Argumenten. Das KPD-Verbot kritisierte Kaisen öffentlich als unklug. In Bremen kam es im Unterschied zu anderen Bundesländern nicht zu Prozessen gegen Kommunisten, nachdem diese ihre politische Tätigkeit nach dem KPD-Verbot fortgesetzt hatten.

### Wirtschaftlicher Wiederaufbau

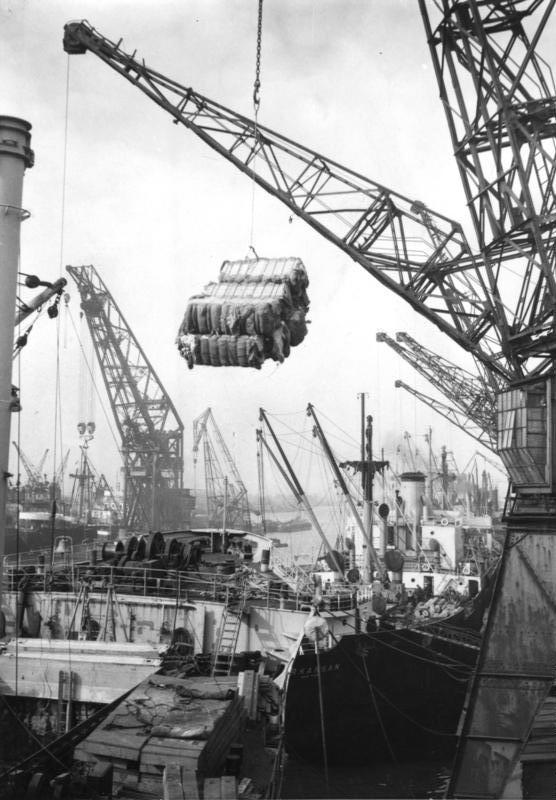
März 1949: Im Bremer Hafen wird Baumwolle aus den USA gelöscht. Finanziert wird sie aus Mitteln des Marshallplans.

In den Nachkriegsjahren war für Kaisen die Wiederbelebung des Hafens, des Handels, der Schifffahrt und des Schiffbaus von zentraler Bedeutung. Es galt die Maxime, zunächst den Hafen zu fördern und erst dann die Stadt.
Nachdem der Hafen bereits Ende der 1940er Jahre ungefähr die Umschläge der besten Vorkriegsjahre erreicht hatte, unter anderem weil die amerikanischen Stellen die Räumung der Hafenbecken und die Wiederinstandsetzung der Kaianlagen tatkräftig unterstützten, wandte Kaisen seine Aufmerksamkeit der Schifffahrt und dem Schiffbau zu. Die Bestimmungen des Potsdamer Abkommens führten zur Beschlagnahme deutscher Handelsschiffe. Ferner untersagten sie den Bau von größeren Schiffen auf deutschen Werften. In Bremen traf die Beschränkung des Schiffbaus insbesondere die AG Weser. Ihr Bestand war vor allem deshalb in Gefahr, weil sie zunächst als Objekt der Demontage vorgesehen war und die Krupp AG die Aktienmehrheit an der Großwerft hielt, ein Unternehmen, dessen Eigentümer der Haupttäterschaft an nationalsozialistischen Verbrechen verdächtigt wurden. Die Demontagepläne zerschlugen sich angesichts des Kalten Krieges, die Anlagen gingen nicht wie vorgesehen in die Sowjetunion, sondern blieben an der Weser. Intensive Bemühungen zur Lockerung der Restriktionen im Schiffbau führten Ende 1949 im Petersberger Abkommen zum Erfolg. Um auf die Aufhebung verbliebener Beschränkungen hinzuwirken, reiste Kaisen Mitte 1950 für sechs Wochen in die Vereinigten Staaten. Eine verbindliche Zusage für die völlige Freigabe des deutschen Schiffbaus erreichte er mit seinem Besuch jedoch nicht.
Den Durchbruch brachte hier ebenfalls der Korea-Krieg. Mittel des Marshallplans konnten nun auch im Schiffbau eingesetzt werden. Zugleich konnten ausländische Reedereien von nun an Aufträge an deutsche Werften vergeben. Die völlige Aufhebung der Beschränkungen des deutschen Schiffbaus führte auch in Bremen zu einem Boom bis zum Ende der 1950er Jahre.
Die Ansiedlung der Klöckner-Hütte in Bremen bildete Mitte der 1950er Jahre einen weiteren Akzent der von Kaisen koordinierten Bremer Wirtschaftspolitik. Nach Bekanntwerden entsprechender Absichten des Eisen- und Stahlunternehmens leitete der Senat Ende 1953 umgehend alle notwendigen Vorarbeiten ein. Es gelang Bremen im September 1954 schließlich, sich gegen den möglichen Alternativstandort Wesel durchzusetzen. Für diesen Erfolg galt Kaisens regelmäßige Vortragstätigkeit im Ruhrgebiet mit als ausschlaggebend – in seinen Vorträgen hatte er mehrfach die Vorteile einer engen Verbindung von Ruhr und Waterkant herausgestellt.

### Wiederaufbau der Stadt

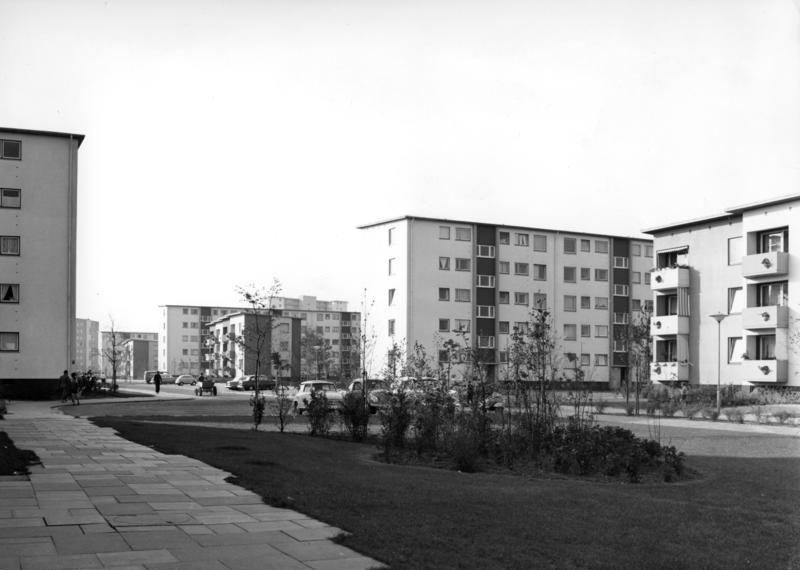
Neubaugebiet Bremen-Vahr, Aufnahme von 1960

Die Schaffung von Wohnraum durch Instandsetzung und Neubau stand in den ersten Jahren hinter den Anstrengungen zurück, die Bremer Wirtschaft wieder in Gang zu bringen. Bis zur Währungsreform lenkte der Bremer Senat kaum Gelder in den Wohnungsmarkt. Wenn sie flossen, gingen sie ausschließlich an private Investoren. Die grassierende Wohnungsnot konnte auch durch so genannte Kaisen-Häuser – instandgesetzte Gartenhäuser oder Behelfsunterkünfte – nicht gemildert werden.
Rege Bautätigkeit setzte im Zentrum Bremens erst Anfang 1950 ein, als der Verkehrswegeplan für die Bremer Innenstadt verabschiedet war. Eine Ausweitung der Bautätigkeit in andere Stadtteile erfolgte ab Mitte 1950 nach Inkrafttreten des Bundeswohnungsbaugesetzes. Nun traten Stadt und Land Bremen als Investoren auf.
Aufgrund seiner Erfahrungen befürwortete Kaisen grundsätzlich den Bau von Eigenheimen und ländlichen Kleinsiedlungen für Arbeiter. Dennoch stimmte er dem Bau von – inzwischen umstrittenen – Großsiedlungen zu, die insbesondere von den Gewerkschaften gefordert wurden. Die gewerkschaftliche Wohnungsbaugesellschaft GEWOBA errichtete ab 1954 im Osten Bremens die Gartenstadt Vahr. Im Mai 1957 legte Kaisen den Grundstein für die Großsiedlung Neue Vahr. In rund vier Jahren Bauzeit entstanden etwa 10.000 Wohnungen für 30.000 Menschen. Ende 1960 war der Wiederaufbau mit diesen Großbauprojekten weitgehend abgeschlossen. Kaisen wurde in diesen Jahren zum Symbol des Wiederaufbaus und zur dominierenden politischen Kraft in Bremen.

## Deutschlandpolitische und bundesdeutsche Initiativen

### Ministerpräsidentenkonferenzen

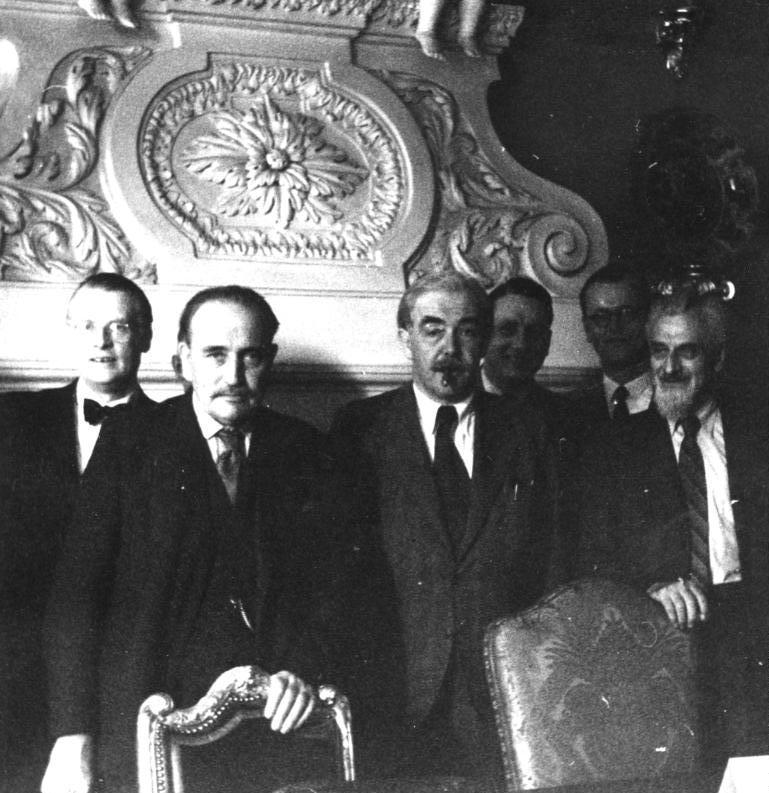
4. Juli 1947: In Celle tagt der Länderrat der Britischen Zone. Kaisen (vorne links) mit Hinrich Wilhelm Kopf (vorne in der Mitte) und Hermann Lüdemann (vorne rechts).

Nach Kaisens Ansicht hatten die Deutschen für einen längeren Zeitraum das Selbstbestimmungsrecht verwirkt. Dennoch plädierte er dafür, zur Verbesserung der Gesamtlage von deutscher Seite Initiativen zu ergreifen. Auf seine Einladung hin trafen sich am 28. Februar und 1. März 1946 die Chefs der Provinzialverwaltungen und provisorischen Länderregierungen der britischen Zone mit den Ministerpräsidenten der Länder der amerikanischen Zone. Alle von Kaisen eingeladenen Personen erschienen zu dieser Konferenz, die der überzonalen Koordination dienen sollte – allein der bayerische Ministerpräsident Wilhelm Hoegner (SPD) sandte nur einen „Beobachter“. Auf Vorschlag des Ministerpräsidenten von Württemberg-Baden, Reinhold Maier (Demokratische Volkspartei), dem sich Kaisen nachdrücklich anschloss, empfahl die Konferenz, in der britischen Zone einen Länderrat zu etablieren, wie er in der amerikanischen Zone bereits existierte. Darauf aufbauend sollte ein Nord-Süd-Rat ins Auge gefasst werden. Die anwesenden Vertreter der amerikanischen Besatzungsmacht unterstützten diese Absichten, die Vertreter der britischen Besatzungsbehörden lehnten sie jedoch ab. So blieb diese erste Bremer Zusammenkunft ohne greifbares Ergebnis, wenngleich sie als erstes zonenübergreifendes Treffen ein Zeichen setzte. Ein weiteres Resultat lag im Beginn der langjährigen engen Zusammenarbeit von Kaisen und Maier.
Kaisen beabsichtigte bei seinen Anstrengungen zur interzonalen Koordination, die Instanzen der Sowjetischen Besatzungszone (SBZ) gleichberechtigt einzubinden. Während eines Besuchs in Thüringen regte er dementsprechend ein Treffen mit den Ministerpräsidenten der SBZ an, Deutschland dürfe sich nicht durch den Eisernen Vorhang trennen lassen. In seinem öffentlichen Bericht über die Reise nach Thüringen relativierte er Bedeutung und Folgen der SED-Gründung, die er als nur äußerliche Gleichschaltung wertete. Für diese Einschätzung erntete er harsche Kritik durch die SPD-Führung um Kurt Schumacher.
Anfang Oktober 1946 tagten in Bremen erneut Ministerpräsidenten. Kaisen hatte zuvor Vertreter aus der amerikanischen und der britischen Zone eingeladen sowie erstmals Repräsentanten der Länder, die in der Französischen Besatzungszone beziehungsweise der SBZ lagen. Druck der französischen und der sowjetischen Stellen verhinderte jedoch deren Teilnahme. Die Rumpfkonferenz verabschiedete trotzdem den ambitionierten Beschluss, in naher Zukunft einen Deutschen Länderrat einzurichten. Dieser Rat, bestehend aus den Ministerpräsidenten der Länder, sollte die provisorische deutsche Zentralgewalt bilden. Die mit diesem Beschluss aufgezeigte Vision unterschied sich deutlich von den Realitäten in Bremen, wo im Oktober 1946 nicht Vertreter aus vier, sondern allein aus zwei Zonen konferierten.
Im Juni 1947 initiierte der neue bayerische Ministerpräsident Hans Ehard (Christlich-Soziale Union; CSU) die Münchener Ministerpräsidentenkonferenz. Sie wurde von Kaisen begrüßt, denn an ihr sollten erstmals die fünf Ministerpräsidenten aus der SBZ mitwirken. Sie reisten jedoch noch vor dem eigentlichen Konferenzbeginn wieder ab, weil man ihrem Vorschlag nicht folgte, zunächst über die gesamtdeutschen politischen Strukturen zu sprechen, statt sich ausschließlich auf Fragen der wirtschaftlichen Zusammenarbeit zu konzentrieren. Vor diesem Hintergrund verflogen die Hoffnungen rasch, mit denen Kaisen zur Konferenz angereist war. Auf dem Treffen selbst sprach er über die Lage der deutschen Kriegsgefangenen, deren unverzügliche Freilassung er forderte. Dieses Anliegen wurde von den Anwesenden nachdrücklich mitgetragen. Ferner legte er seinen Kollegen dar, welche Aufgabe Bremen seiner Meinung nach im gegenwärtigen Deutschland übernehmen könne.

### Initiativen bis zur Gründung der Bundesrepublik
Eine deutsche politische Zentralgewalt für Gesamtdeutschland rückte angesichts der sich entwickelnden Deutschen Teilung in immer weitere Ferne. Kaisen setzte sich aus diesem Grund dafür ein, die Bildung eines Weststaates, der die drei westlichen Besatzungszonen umfassen sollte, voranzutreiben. Aus diesem Grund forderte er im April 1948 von den Besatzungsmächten, nicht die Militärgouverneure, sondern deutsche Vertreter in die internationalen Gremien zu entsenden, die mit dem Marshallplan eingerichtet worden waren. Die Frage der Repräsentation Deutschlands durch Deutsche war damit offen angesprochen.
Dass mit Schritten hin zu einem Weststaat die Spaltung in Deutschland vertieft werden würde, erschien auch Kaisen als das kleinere Übel gegenüber einer Fortdauer der wirtschaftlichen Misere im Nachkriegsdeutschland. Ein westdeutscher Staat müsse die Interessen der Ostdeutschen treuhänderisch übernehmen, bis eine gesamtdeutsche Lösung in Reichweite sei.
Die Abweichung des Bremer Senatspräsidenten von der Deutschland-Konzeption des SPD-Vorstands, der die Einheit Deutschlands priorisierte und zugleich in den Parteien – nicht in den Ministerpräsidenten – das Gegenüber der Besatzungsmächte sah, war unübersehbar.
Die Besatzungsbehörden hielten sich jedoch nicht an die Parteien, sondern beauftragen am 1. Juli 1948 die Ministerpräsidenten durch die Übergabe der Frankfurter Dokumente mit der zeitnahen Einberufung einer Versammlung, die eine Verfassung für den Weststaat erarbeiten sollte. Bereits wenige Tage zuvor war in den Westzonen eine Währungsreform durchgeführt worden.

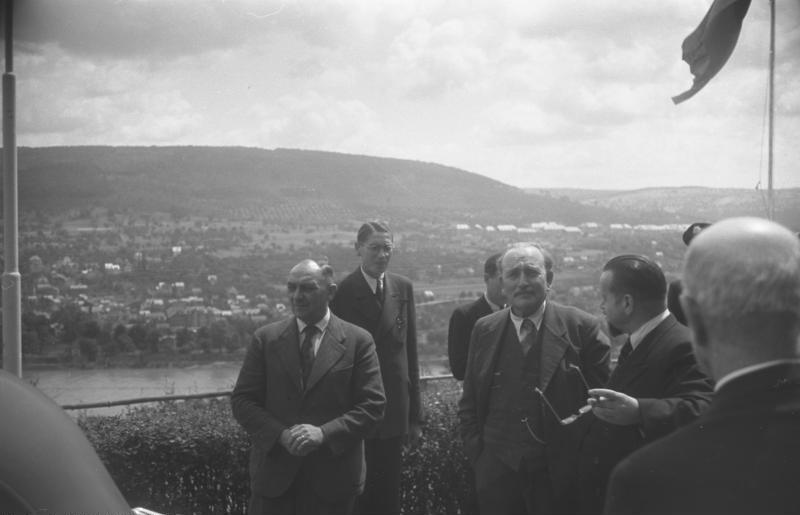
Kaisen im Gespräch mit Hanns Haberer während der Rittersturz-Konferenz

Die Ministerpräsidenten, die die Dokumente auf der Rittersturz-Konferenz behandelten, hatten Sorge, für die endgültige Teilung Deutschlands verantwortlich gemacht zu werden, wenn sie den in den Frankfurter Dokumenten enthaltenen Forderungen vollständig und sofort folgen würden. Sie baten erfolgreich darum, nicht von einer Verfassung und einer verfassungsgebenden Versammlung zu sprechen, sondern von einem Grundgesetz und von einem Parlamentarischen Rat. Mit den Frankfurter Dokumenten wurden die Ministerpräsidenten ebenfalls aufgefordert, Vorschläge für eine Neugliederung der Länder vorzulegen. In dieser Frage fürchtete Kaisen Angriffe auf die Eigenständigkeit Bremens. Einen Monat später legte er darum zusammen mit seinem Hamburger Amtskollegen Max Brauer eine Denkschrift vor, die die Sonderrolle Bremens und Hamburgs begründen sollte. Den aufkommenden Debatten um eine Länderneugliederung im Norden Deutschlands schoben Brauer und Kaisen so einen Riegel vor.
Kaisens Engagement galt in den nachfolgenden Monaten dem Ziel, die SPD zur Zustimmung zum Grundgesetz zu bewegen. Die Chancen standen hier lange schlecht. Schumacher wollte ein Deutschland, das auf internationaler Ebene gleichberechtigt war. Einschränkungen deutscher Souveränität seien nicht hinnehmbar. Ein Einlenken Schumachers und der SPD in dieser Frage hätte nach Meinung der Parteiführung dem Gegenspieler Schumachers Recht gegeben: Der Vorsitzende der Christlich Demokratischen Union Deutschlands (CDU) und spätere erste Bundeskanzler Konrad Adenauer hielt die Frage voller deutscher Souveränität für zweitrangig. Priorität habe zunächst die Bildung einer westdeutschen Zentralgewalt. Erhebliche Differenzen bestanden zwischen Schumacher und den Westalliierten zudem in der Frage, ob der Weststaat eher – wie von den Besatzungsmächten gefordert – föderalistisch oder – wie von Schumacher gewollt – stärker zentralistisch aufgebaut werden sollte. Immer wieder versuchte Kaisen, Schumacher von seinem Kurs abzubringen, die SPD in Opposition zur sich abzeichnenden Entwicklung zu halten. Es gelang ihm jedoch nicht. Die SPD ließ von ihrer Drohung, dem Grundgesetz nicht zuzustimmen, erst ab, als die Alliierten im April 1949 Zugeständnisse machten, die vor allem der Stärkung der Bundesebene des neuen Weststaates galten.

### Initiativen nach der Staatsgründung
Nach der Gründung der Bundesrepublik ging der Einfluss der Ministerpräsidenten in der Deutschlandpolitik stark zurück. Der Bundesrat war im Vergleich zu Bundesregierung und Bundestag kein gleichwertiges Machtzentrum. Für deutschlandpolitische Initiativen musste Kaisen sich daher andere Bühnen suchen.
Nach den für die SPD enttäuschenden ersten Wahlen zum Bundestag vom 14. August 1949 plädierte Kaisen dafür, eine Große Koalition aus CDU und SPD zu bilden. Dies entsprach seiner Vorstellung, Wiederaufbauanstrengungen gemeinsam anzugehen. Für Kaisen hätte eine solche Konstellation durchaus die Aussicht auf ein Ministeramt mit sich gebracht. In der SPD war das Projekt einer Großen Koalition jedoch nicht mehrheitsfähig, genauso wenig wie in der CDU. Schumacher einerseits und Adenauer andererseits argumentierten strikt gegen entsprechende Vorschläge und setzten sich durch.
Eine weitere Gelegenheit zur bundespolitischen Profilierung bot das Amt des Bundespräsidenten. Im Kreise der Ministerpräsidenten galt Kaisen als ein möglicher Anwärter auf dieses Amt. Adenauer allerdings war nicht bereit, Theodor Heuss fallen zu lassen. Heuss war als gemeinsamer Kandidat von Union und Freier Demokratischer Partei (FDP), die Minister seiner Regierung stellte, auserkoren. Kurt Schumacher ließ sich schließlich selbst als Kandidat der SPD aufstellen. Er wollte mit dieser Kandidatur ein Zeichen gegen das Kabinett Adenauer setzen, welches er vehement ablehnte.
Kaisen blieb fortan darauf verwiesen, die begrenzten Möglichkeiten des Bundesrates zu nutzen, wenn er in der Deutschlandpolitik mitwirken wollte. Im Bundesrat verhielt sich Bremen allerdings zurückhaltend und vermied offene Konfrontationen mit der Bundesregierung. Kaisen war stattdessen an guten Beziehungen zu Adenauer und dem Bund interessiert und setzte deshalb Carstens und später den CDU-Politiker Heinrich Barth als Bremer Beauftragten beim Bund ein. Darüber hinaus stimmte Kaisen mit den Grundzügen der Adenauerschen Außenpolitik überein. Auch er hielt eine klare Westbindung sowie die Wiederbewaffnung der Bundesrepublik für geboten, weil er in der Sowjetunion eine expansionistische Macht erblickte. Die Übereinstimmung zwischen Kanzler und Kaisen ging so weit, dass das Nachrichtenmagazin Der Spiegel über Spekulationen berichtete, Kaisen könnte der erste Außenminister unter Adenauer werden.
Trotz grundsätzlicher Zustimmung sah Kaisen in Wiederbewaffnung und Westintegration zugleich Belastungen. Zum einen befürchtete er wiederholt öffentlich, steigende Verteidigungsetats könnten zu Lasten jener Mittel gehen, die beim wirtschaftlichen Wiederaufbau dringend benötigt wurden. Zum anderen sprach Kaisen die Verschlechterung der deutsch-sowjetischen Beziehungen offen an, die sich 1955 nach der Gründung der Westeuropäischen Union und nach dem Beitritt Deutschlands zur NATO ergeben hatten. Kaisens Einschätzung nach verringerten diese Schritte die Anreize für die Sowjetunion, in der Deutschlandfrage (siehe auch Deutschland ist unteilbar) zu ernsthaften Fortschritten zu kommen. Das wiederum konnte seiner Meinung nach zu einer zunehmenden Entfremdung der Bevölkerung diesseits und jenseits der innerdeutschen Grenze führen. In diesem Zusammenhang plädierte Kaisen dafür, frühzeitig Mittel zurückzustellen, die im Falle einer Wiedervereinigung für Unterstützungsmaßnahmen in Ostdeutschland einzusetzen wären. Dieser Vorschlag verhallte ebenso ohne große Resonanz wie Kaisens Anfang 1959 formulierter Hinweis, sowjetische Forderungen, wie sie im Berlin-Ultimatum zum Ausdruck kamen, nicht einfach nur abzulehnen, sondern sie mit konstruktiven Gegenvorschlägen zu beantworten.

## Europa-Idee

### Europarat
Die Teilung Deutschlands und Europas beendete Bremens Handelsbeziehungen mit dem östlichen Deutschland und den osteuropäischen Ländern. Kaisen bemühte sich deshalb intensiv um Ersatz für diese verlorenen Verbindungen. Auch in diesem Punkt bot seiner Ansicht nach der Marshallplan große Chancen, beabsichtigte dieser doch die umfassende wirtschaftliche Erholung Westeuropas. Die Förderung europäischer Einigungsbestrebungen unterstützte er nachdrücklich und warnte seine Parteigenossen wiederholt davor, die Oppositionspolitik in das Feld der Außenpolitik zu tragen.
Eine erste große Chance auf dem Weg zu einem geeinten Europa erblickte Kaisen im Europarat. Die Bundesrepublik Deutschland wurde 1950 vom Ministerrat des Europarats zum Beitritt aufgefordert. Da aber an das Saarland ebenfalls eine solche Einladung erging, lehnte die SPD-Führung einen Beitritt ab. Die Bundesrepublik würde dort nur wie ein Mitglied minderen Rechts behandelt werden. Kaisen hielt die Ablehnung des Beitritts durch die SPD-Führung für falsch und stimmte dabei mit den Bürgermeistern von Berlin und Hamburg, Ernst Reuter und Max Brauer überein.
Bundestag und Bundesrat entschieden sich mit Mehrheit für einen Beitritt der Bundesrepublik. Damit ergab sich für Kaisen die Aussicht, Mitglied der Beratenden Versammlung des Europarats zu werden, denn der Bundesrat forderte zunächst, dass von den 18 deutschen Delegierten sechs dem Bundesrat angehören sollten. Kurt Schumacher vereitelte die Chancen sozialdemokratischer Europabefürworter wie Kaisen und Brauer, weil er das Recht auf Wahl dieser Delegierten ausschließlich dem Bundestag zusprach.

### Montan-Union
Der vom französischen Außenminister Robert Schuman im Mai 1950 vorgelegte Plan zur Schaffung eines gemeinsamen Marktes für Kohle und Stahl bot ebenfalls Perspektiven für ein Zusammenwachsen der Staaten Westeuropas. Kurt Schumacher opponierte. Kaisen bewertete diese Pläne hingegen uneingeschränkt positiv. Er versprach sich davon weitere Chancen für die Bremer Wirtschaft; für die europäische Stahl- und Kohlebranche sah er durch eine Stärkung ihrer internationalen Wettbewerbsfähigkeit Vorteile. Zugleich betonte Kaisen, Deutschland werde in die Organe der Montan-Union als gleichberechtigter Partner eintreten. Seine Unterstützung der Montan-Union brachte ihm erneut eine Rüge der Parteiführung ein, ohne dass diese seinem Engagement Abbruch tun konnte.

### Europäische Verteidigungsgemeinschaft
Im Zuge des Kalten Krieges wurden Pläne zur wirtschaftlichen, politischen und militärischen Vereinigung Westeuropas nahezu gleichzeitig vorangetrieben. Bereits 1949 war die NATO gegründet worden. Im Zuge des Korea-Krieges forderte die amerikanische Seite ein stärkeres militärisches Engagement der Länder Westeuropas zur Verteidigung der Freien Welt und erwog in diesem Zusammenhang die Aufstellung deutscher Militäreinheiten – eine Vorstellung, die in den Benelux-Ländern und in Frankreich zunächst starke Bedenken hervorrief. Aufbauend auf dem im Oktober 1950 vorgelegten Pleven-Plan, nahmen die Benelux-Staaten, Frankreich, die Bundesrepublik und Italien Verhandlungen zur Bildung einer Europäischen Verteidigungsgemeinschaft (EVG) auf, die im Mai 1952 zu einem Abkommen führten. Eine entsprechende Militärorganisation sollte gegründet werden.
Kaisen hielt die EVG für politisch richtig, denn für ihn war die Gefahr eines sowjetischen Angriffs auf Westeuropa real. Zudem sah er auch bei der Bildung gemeinsamer militärischer Einrichtungen die Chance für Deutschland, in Europa mehr und mehr als gleichberechtigter Partner wahrgenommen zu werden. Ferner empfand er das Junktim als vorteilhaft, das den EVG-Beitritt Deutschlands mit dem so genannten Deutschlandvertrag verknüpfte. Dieser sollte zur endgültigen Beendigung aller Besatzungsrechte sowie zur vollen Souveränität der Bundesrepublik führen.
Kaisen stand mit seinen Einschätzungen abermals im Widerspruch zur SPD-Führung. Diese sah in einer deutschen Beteiligung an Militärbündnissen wie der EVG oder der NATO vor allem die Gefahr, der erstrebten Wiedervereinigung Deutschlands unüberwindbare Hürden in den Weg zu stellen. An zwei wichtigen Punkten waren sich die Parteiführung und Kaisen jedoch einig: Die Entscheidung über einen Beitritt der Bundesrepublik dürfe der Bundestag nur mit Zweidrittelmehrheit fällen, denn hier stehe eine Verfassungsänderung an. Zudem sollte die Entscheidung erst in der zweiten Legislaturperiode getroffen werden, denn der Wähler habe bei der Bundestagswahl von 1949 nicht wissen können, dass bis 1953 eine Entscheidung von solcher Tragweite anstehen würde. Kaisen arbeitete in der Folgezeit heraus, dass die Verfassungsmäßigkeit der Verträge zweifelsfrei geklärt sein müsse, andernfalls könne er ihnen nicht zustimmen. Dieses Vorgehen ermöglichte es ihm, die Balance zu halten zwischen seiner inhaltlichen Zustimmung zur Politik Adenauers einerseits und der Parteiraison andererseits, auf der die SPD-Führung auch nach dem Tod Kurt Schumachers 1952, bestand.
Im Mai 1953 stimmte der Bundesrat den Plänen über die Gründung der EVG zu, ohne dass das Bundesverfassungsgericht zuvor über die Vereinbarkeit dieser Pläne mit dem Grundgesetz geurteilt hatte. Bremen votierte in dieser Bundesratsabstimmung zwar mit Nein und hielt sich damit an die Vorgabe der SPD-Führung. Inhaltlich blieb Kaisen aber auch nach der Ratifikation von der Richtigkeit der EVG überzeugt.
Zur Bildung der EVG kam es dennoch nicht. Die französische Nationalversammlung lehnte Ende August 1954 die Ratifizierung wegen der Sorge über eine deutsche Wiederaufrüstung ab.
Der Beitritt Deutschlands zur NATO, der im Herbst 1954 mit den Pariser Verträgen beschlossen wurde, war aus Kaisens Sicht kein ausreichender Ersatz für die Mitgliedschaft in der EVG, denn es fehlte ihm hier die gemeinsame europäische Dimension.

### Europäische Wirtschaftsgemeinschaft
Anfang 1955 nahmen die Außenminister der Mitgliedstaaten der Montan-Union die Ausdehnung des gemeinsamen Marktes auf andere Wirtschaftsbereiche und die Bildung gemeinsamer Strukturen zur zivilen Nutzung der Kernenergie in Angriff. Beides führte im Frühjahr 1957 mit dem Römischen Verträgen zur Bildung der Europäischen Wirtschaftsgemeinschaft (EWG) und der Europäischen Atomgemeinschaft (EURATOM). Frühzeitig setzte sich Kaisen für eine Unterstützung dieser Vorhaben ein, weil er die wirtschaftlichen Vorteile sah, die diese Entwicklung für Deutschland und für Bremen nach sich ziehen würde. Er setzte sich in diesem Zusammenhang über Stimmen Bremer SPD-Senatoren hinweg, die forderten, der Bundesrat müsse bei der Benennung von Mitgliedern der deutschen Delegation für diese neuen europäischen Gemeinschaftsorgane ein gewichtiges Wort mitsprechen – ein Ansinnen, das der Bundestag strikt ablehnte. Kaisen wollte die beiden europäischen Gemeinschaftsprojekte nicht durch Beharren auf Delegationsprinzipien verzögert oder sogar gefährdet wissen.

### Dienstreisen ins westeuropäische Ausland
Kaisen unternahm eine Reihe von Dienstreisen ins europäische Ausland und knüpfte persönliche Kontakte zu Politikern der nationalen und der lokalen Ebene, zu Behördenvertretern und zu Journalisten. Auch machte er sich mit den besonderen Verhältnissen vor Ort persönlich vertraut. Wo es möglich war, verband er diese Auslandsreisen mit Besuchen landwirtschaftlicher Betriebe, um sich auch in dieser Hinsicht ein eigenes Bild zu machen.
Eine der wichtigsten Reisen dieser Art fand im Frühjahr 1951 statt. Sie führte Kaisen nach Frankreich. Die einwöchige Reise konnte als Gegenbesuch für den Empfang verstanden werden, den Bremen im Oktober 1950 André François-Poncet, dem französischen Hohen Kommissar, bereitet hatte. Zum Arbeitsprogramm der Frankreich-Reise, die François-Poncet stark gefördert hatte, gehörte ein Treffen mit dem französischen Außenminister Schuman sowie mit der Führung der französischen Sozialisten von der Section française de l’Internationale ouvrière (SFIO). Für Schuman und die französischen Genossen war Kaisen ein interessanter Gesprächspartner, weil er als Sozialdemokrat wie sie selbst die Montan-Union befürwortete. Zugleich hatte Adenauer Kaisen vor dessen Abreise mit Instruktionen für das Gespräch mit Schuman versorgt – Aufträge, denen Kaisen gern nachkam.
Einige Reisen führten ihn nach Belgien. Das Ziel der ersten, im Mai 1951 unternommenen Visite war Antwerpen, wo sich Kaisen vor allem für die Verhältnisse im Hafen und die Möglichkeiten von Bremen und Antwerpen interessierte, sich in der europäischen Konkurrenz mit anderen Hafenstädten zu behaupten. Mit dem langjährigen Bürgermeister der Stadt, Lode Craeybeckx, entwickelte sich eine dauerhafte Freundschaft. Im Jahr 1953 reiste Kaisen inoffiziell nach Brüssel und traf dort im Rahmen eines als „privat“ deklarierten „europäischen Diners“ führende belgische Politiker, Wirtschaftsvertreter und Journalisten. Ein Jahr später trat er offiziell in der belgischen Hauptstadt auf. Er hielt einen Vortrag, in dem er sich nachdrücklich für die europäische Einigung starkmachte. Diese Reise war mit der deutschen Botschaft und mit dem Auswärtigen Amt abgesprochen. Beide Brüsselreisen kamen auf Veranlassung von Paul-Henri Spaak zustande, einem Führer der Belgischen Sozialistischen Partei und mehrfachen Premier des Landes.
Im Herbst 1953 besuchte Kaisen Großbritannien. Diese Reise blieb ohne nennenswerten politischen Ertrag, denn die Briten verhielten sich gegenüber den europäischen Einigungsinitiativen auf dem Kontinent seit längerem reserviert.

### Pro-europäische Nichtregierungsorganisationen
Kaisen wirkte in einer Reihe von Gruppierungen mit, die sich dem Gedanken der europäischen Einigung verschrieben hatten. Dazu gehörte der vom amerikanischen Theologen Frank Buchman gelenkte Kreis „Moralische Aufrüstung“. Diese Gruppe strebte durch eine sittliche Erneuerung eine Versöhnung von Arbeitern und Kapitaleigentümern an und trat dabei kommunistischen Ideologien kämpferisch entgegen. Kaisen lud Vertreter dieser Gruppierung 1949 nach Bremen ein und arrangierte ein Treffen mit allen Senatsmitgliedern. Seit 1951 ging er auf Distanz zum Kreis um Buchman, weil er meinte, diese Gruppe wolle ihn für ihre Zwecke vereinnahmen, zu denen ein militanter Antikommunismus gehörte.
Eine andere Institution zur Förderung des Europa-Gedankens erblickte Kaisen in der Evangelischen Akademie Hermannsburg. Er trat dort ab 1950 mehrfach als Referent auf und nutze dies zur Präsentation seiner vom SPD-Vorstand abweichenden Europavorstellungen.
In der Europa-Union wirkte Kaisen ebenfalls mit. Erstmals erhielt er für einen internationalen Kongress der Europabewegung, der im Mai 1947 in Den Haag tagte, eine Einladung. Er leistete dieser Einladung jedoch nicht Folge, weil die SPD-Führung allen eingeladenen Sozialdemokraten die Teilnahme verbot. Im November 1949 ließ sich Kaisen in das Amt des Vorsitzenden des Bremer Landesverbands der Europa-Union wählen. Als eine seiner ersten Amtshandlungen lud er den SFIO-Vertreter André Philip ein, der der Mouvement socialiste pour les États-Unis d’Europe (MSEUE) vorstand und unter den französischen Sozialisten als ausgewiesener Pro-Europäer galt. Dieser Kontakt sollte drei Jahre später dazu führen, dass Kaisen den Vorsitz der deutschen MSEUE-Sektion übernahm. Zu deutschland- oder europaweiten Aktivitäten Kaisens innerhalb der Europa-Union kam es jedoch vorerst nicht. 1950 wurde er zwar zunächst in das Präsidium der Europa-Union gewählt. Er trat dieses Amt jedoch nicht an. Wie sich herausstellte, hatten führende Vertreter der Europa-Union offenbar beabsichtigt, mit einer Wahl Kaisens Carlo Schmid abzustrafen, der bis dahin zum Präsidium der Europa-Union gehörte, sich bei Entscheidungen im Bundestag allerdings strikt an die Linie von Schumacher gehalten hatte. Im Frühjahr 1951 legte Kaisen sein Amt als Bremer Landesvorsitzender der Europa-Union nieder.
Paul Henri Spaak und André Philip drängten Kaisen, in die Führung der deutschen MSEUE einzutreten und ihr damit in der Bundesrepublik zu größerem Gewicht zu verhelfen. Im November 1953 übernahm er den Vorsitz der deutschen Sektion. Die Senatskollegen Ehlers und Annemarie Mevissen zogen ebenfalls in dieses Gremium ein. In der Presse wurde dieser Vorstoß breit diskutiert und als Vorzeichen für eine europapolitische Wende der SPD gedeutet. Die Parteiführung um Erich Ollenhauer betrachtete diesen Schritt indes mit Argwohn.
Der Einzug in die Führung der deutschen MSEUE-Sektion war zugleich ein Sprungbrett für weitere Ämter. 1953 nahm er als einziger prominenter deutscher Sozialdemokrat auf Einladung Spaaks am Kongress der Europabewegung in Den Haag teil. Mitte 1954 wurde Kaisen erneut ins Präsidium der Europa-Union gewählt, diesmal nahm er die Wahl mit Einverständnis der SPD-Führung an. Seine Mitarbeit in der MSEUE stellte Kaisen ein, als es im August 1954 zu einem Eklat kam: Kaisen und Brauer hatten für einen internationalen MSEUE-Kongress in Mailand frühzeitig abgesagt. In den Presseerklärungen der MSEUE wurde jedoch behauptet, beide hätten sich in Mailand während des Kongresses für die MSEUE und die europäische Sache exponiert.
In der zweiten Hälfte der 1950er Jahre reduzierte Kaisen sein europapolitisches Engagement. Dies lag zum einen daran, dass die SPD sich nach der verlorenen Bundestagswahl von 1957 programmatisch umorientierte – eine Entwicklung, die mit dem Godesberger Programm ihren vorläufigen Abschluss fand – und nicht Kaisen, sondern andere wie Carlo Schmid, Herbert Wehner und Fritz Erler öffentlich mit diesem – auch europapolitischen – Wandel verbunden wurden. Zum anderen kam der europäische Einigungsprozess ins Stocken, nicht zuletzt weil der europaskeptische Charles de Gaulle in Frankreich ins Machtzentrum gerückt war.

## Verhältnis zur Parteispitze der SPD

### Konflikte mit Schumacher
Die andauernden Konflikte mit Schumacher ergaben sich zunächst aus den unterschiedlichen Aufgaben, die sich beiden jeweils stellten. Kaisen war als Bürgermeister dafür verantwortlich, dass der wirtschaftliche und materielle Wiederaufbau in Bremen möglichst zügig voranging. Wie alle anderen Länderchefs musste er sich dabei mit der zuständigen Besatzungsmacht arrangieren. Schumachers Ziel war die Reorganisation der Partei und die Entwicklung von politischen Konzepten für Gesamtdeutschland.
Konfliktverschärfend wirkte der Anspruch führender Sozialdemokraten in den Ländern, bei grundlegenden Entscheidungen der Partei mit beteiligt zu werden. Dieser Anspruch kollidierte mit dem unbedingten innerparteilichen Machtanspruch Schumachers, der sich seit dem Winter 1945/1946 als erster Mann der Partei etabliert hatte.
In Bezug auf Kaisen und Schumacher kamen weitere Aspekte hinzu: Schumacher misstraute allen führenden Sozialdemokraten, die vor 1933 nicht den gleichen kämpferischen Ton gegen die Nationalsozialisten angeschlagen hatten wie er selbst oder andere „militante Sozialisten“ wie Carlo Mierendorff, Theodor Haubach oder Julius Leber. Zudem hielt er Kaisen für ein Parteimitglied, das ihm intellektuell unterlegen war. Darüber hinaus verlangten beide Politiker in ihren Reihen jeweils Gefolgschaft und erreichten diese auch. Mitspracheforderungen Kaisens beziehungsweise Unterwerfungsansprüche Schumachers erzeugten bei deren Aufeinandertreffen erhebliche Spannungen.
Ein Höhepunkt der konfliktreichen Beziehung ergab sich aus den berühmten Worten Schumachers an die Adresse Adenauers, den er in der Nacht vom 24. auf den 25. November 1949 im Plenarsaal des Deutschen Bundestages einen „Bundeskanzler der Alliierten“ nannte und darauf für 20 Tage von Bundestagssitzungen ausgeschlossen wurde. Die Parteiführung forderte die Gliederungen der SPD anschließend zu öffentlichen Protestkundgebungen auf. Kaisen hielt sowohl die Worte Schumachers als auch die Protestaufrufe für falsch. Seiner Meinung nach trieben sie die SPD in die Rolle einer nationalistischen Opposition gegen die Alliierten – ein Zustand, der für Deutschland und die Partei höchst gefährlich sei. Kaisen hielt das Petersberger Abkommen, das Schumacher so gegen Adenauer aufbrausen ließ, zudem für richtig, weil es das Ende der Demontagen bedeutete und einen Weg zur diplomatischen Gleichberechtigung der Bundesrepublik aufzeigte. Kaisen formulierte seine scharfe Kritik an Schumacher nicht nur in Briefen an den Parteivorstand, sondern am Jahresende 1949 auch öffentlich in Zeitungsbeiträgen, unter anderem im Weser-Kurier und in der Welt. Diese Veröffentlichungen führten im Parteivorstand zu heller Empörung und sorgten für den endgültigen Bruch zwischen Schumacher und Kaisen.
Im Mai 1950 wurde Schumachers Kurs in der Außenpolitik auf dem Hamburger Parteitag der SPD ausdrücklich bestätigt – Schumacher hatte die Abstimmung darüber zu einer Vertrauensfrage gemacht. Kaisen, wegen einer USA-Reise nicht anwesend, verlor seinen Sitz im Parteivorstand, dem er seit dem 9. Mai 1946 angehört hatte. Als einziger der sozialdemokratischen Regierungschefs zählte er fortan nicht mehr zu diesem Parteigremium.

### Ausgleich mit Ollenhauer

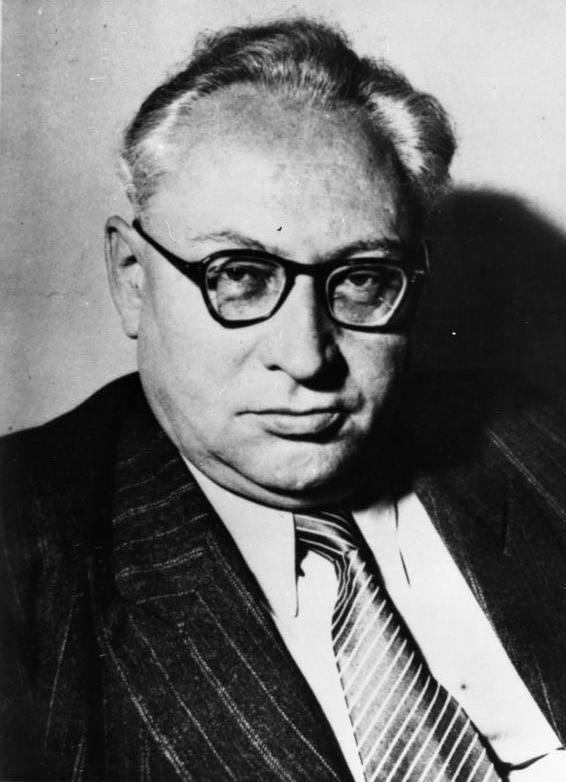
Erich Ollenhauer, Foto von 1953

Nach dem Tod von Kurt Schumacher im August 1952 übernahm Erich Ollenhauer das Amt des SPD-Vorsitzenden. Kaisen fiel der Umgang mit ihm deutlich leichter, denn wie er gab sich auch Ollenhauer im Wesentlichen als Anhänger pragmatischer Politik. Das führte mit dazu, dass in seiner Amtszeit sowohl eine Organisationsreform als auch die Formulierung eines neuen Grundsatzprogramms gelangen. Außerdem erleichterte das persönliche Auftreten Ollenhauers Kaisen den Kontakt: Der neue Parteivorsitzende war wie Kaisen für seine bescheidene persönliche Lebensführung bekannt; wie Kaisen kam Ollenhauer aus dem proletarischen Milieu.
Die SPD änderte mit dem Antritt Ollenhauers jedoch keineswegs ihren Kurs. Sie verblieb weiterhin in Opposition zur Adenauerschen Außenpolitik. Für Kaisens Positionen sprach aber das Ergebnis der Bundestagswahl 1953. Die SPD verlor leicht und verharrte bei unter 30 Prozent der Stimmen, die CDU/CSU gewann dagegen 15 Prozentpunkte hinzu und erreichte einen Stimmenanteil von über 45 Prozent. Mit ihren Koalitionspartnern verfügte die Union im zweiten Bundestag über eine Zweidrittelmehrheit. Das Wahlergebnis der SPD wich in Bremen auffallend vom Bundestrend ab. Hier gewann die SPD 4,6 Prozentpunkte hinzu. Journalisten und einige Sozialdemokraten deuteten diesen Effekt als Resultat der Europa-Positionen Kaisens.
Der Präsident des Bremer Senats nutzte dieses Ergebnis allerdings nicht für eine Generalabrechnung mit der Partei. Allen weitergehenden Überlegungen zu einer Sammlung der innerparteilichen Opposition gegen die Parteiführung erteilte er ohnehin eine Absage. Er mahnte jedoch öffentlich an, zukünftig wesentlich stärker auf die Belange jener Sozialdemokraten einzugehen, die in den Ländern Regierungsverantwortung trugen. Nach der Bürgerschaftswahl in Bremen 1955 – die SPD konnte sich deutlich von 39,1 auf 47,7 Prozent der Stimmen verbessern und errang die Mehrheit der Sitze – verstummten die letzten Kritiker Kaisens aus dem „Apparat“ der Parteispitze. Er bildete eine Koalition mit CDU und FDP und wurde am 28. Dezember 1955 bestätigt.
Kaisens endgültige Rehabilitierung erfolgte, nachdem die SPD in Reaktion auf ihr erneut enttäuschendes Abschneiden bei der Bundestagswahl von 1957 über eine Organisationsreform die letzten Getreuen Schumachers aus der Führung verdrängt hatte und zur Koordination von Bundes- und Länderebene einen Beirat einrichtete, dem Kaisen ab Herbst 1959 vorstand. Im November 1960 zog Kaisen schließlich wieder in den Parteivorstand ein.
Das Formulieren grundsätzlich anderer Positionen war für Kaisen freilich nicht mehr nötig, denn die Partei hatte sich seit Mitte der 1950er Jahre erheblich in Richtung eines pragmatischen Politikverständnisses verändert. Sie stellte sich nicht mehr als kompromissloser Widerpart der Regierungsparteien auf, sondern als „bessere Partei“. Ihre Führungskräfte legten Wert darauf, Gemeinsamkeiten mit der Regierung herauszustellen, und sprachen von einer Gemeinsamkeits-Politik.
Trotz dieser Veränderungen wurde Kaisen nicht zur Personifikation der neuen SPD. Bereits 1962 verzichtete Kaisen darauf, sich wieder in den Parteivorstand wählen zu lassen. Er überließ seinen Platz Adolf Ehlers. Wenig später gab er schließlich das Amt des Vorsitzenden des Parteirats ab.

## Herbst der Ära Kaisen

### Deutschlandpolitik bis Mitte der 1960er Jahre

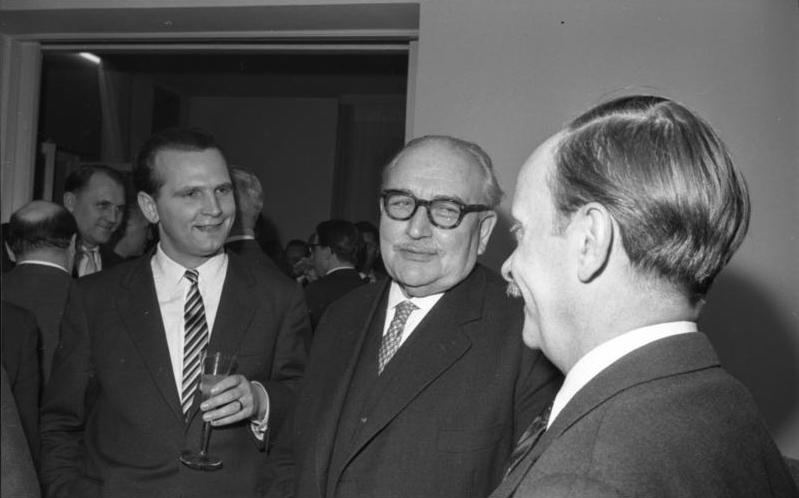
Wilhelm Kaisen (Mitte) 1959 bei einem Empfang des Bundesrates in Bonn

Kaisen war sich bewusst, dass der Einfluss der Ministerpräsidenten in der Deutschland- und Außenpolitik zu Beginn der 1960er Jahre deutlich geringer war als in den ersten Nachkriegsjahren. Dennoch versuchte er bei passenden Gelegenheiten, in diesen Themenfeldern weiterhin Akzente zu setzen. Grund gab ihm dafür die Politik Adenauers, der die Westintegration der Bundesrepublik zwar erfolgreich vorangetrieben hatte, dem es aber an Initiative mangelte, das Verhältnis zur Sowjetunion zu entspannen. Stattdessen verlegte sich die Bundesregierung allein auf den Alleinvertretungsanspruch, der in der Hallstein-Doktrin Ausdruck fand.
Kaisen selbst war nicht gewillt, die Teilung Deutschlands hinzunehmen. Im September 1960 sprach er bei einer Kundgebung aus Anlass des Tages der Heimat. Er verurteilte mit scharfen Worten die Vertreibung der Deutschen nach 1945 und betonte, dass die Gebiete des Deutschen Reiches jenseits von Oder und Neiße bis zum Abschluss eines Friedensvertrages als deutsches Staatsgebiet zu gelten hätten.
Der Deutschlandplan, den die SPD im März 1959 vorlegte, wurde von Kaisen unterstützt. Hier sah er eine Basis, um über Verhandlungen zu einer Konföderation und anschließend zu einer Wiedervereinigung zu kommen. Kaisen verteidigte diesen Plan nachdrücklich gegen Stimmen, die meinten, der Deutschlandplan stelle eine Gefahr für die Westbindung der Bundesrepublik dar und könne über kurz oder lang zu ihrer Bolschewisierung führen.
Den Bau der Berliner Mauer im August 1961 lastete Kaisen zu wesentlichen Teilen der starren Deutschlandpolitik Adenauers an. Er machte sich jedoch keine großen Hoffnungen, dass dieses Ereignis zu einem Kurswechsel führen würde.

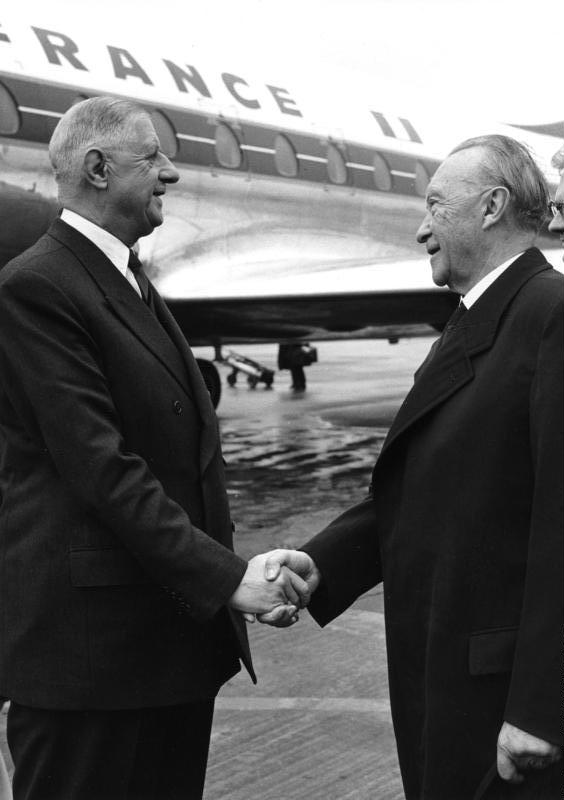
Charles de Gaulle und Konrad Adenauer, Juli 1961

Die starke Orientierung Adenauers an Frankreich und de Gaulle hielt Kaisen ebenfalls für problematisch. Seinerseits unterstrich er immer wieder die Wichtigkeit guter deutsch-amerikanischer Beziehungen. Unter anderem deshalb reiste er im Herbst 1962 für mehrere Wochen in die Vereinigten Staaten. Diese Reise fiel zeitlich zusammen mit der Kubakrise. Im Gefolge dieser Krise warnte Kaisen wiederholt öffentlich davor, die USA könnten sich aus Europa zurückziehen, wenn Frankreich weiterhin versuche, Europa auf Kosten der Amerikaner für französische Großmachtambitionen zu instrumentalisieren. Das faktische Scheitern eines deutsch-französischen Sonderbundes, der 1963 aus de Gaulles Sicht im Élysée-Vertrag hätte begründet werden sollen, bedauerte Kaisen darum nicht.
Zum Verdruss Kaisens führte der im Herbst 1963 vollzogene Wechsel im Kanzleramt von Adenauer zu Ludwig Erhard zu keinem grundlegenden Wandel in der Deutschlandpolitik. Kaisen hatte zwar in seinem ersten Treffen mit dem neuen Kanzler eine neue deutschlandpolitische Initiative angeregt, zu greifbaren Ergebnissen führten seine Vorschläge jedoch nicht.
Eine letzte große außenpolitische Initiative Kaisens kam nicht mehr zum Zuge. Kaisen entschloss sich im Herbst 1964, Moskau einen offiziellen Besuch abzustatten – eine entsprechende Einladung lag seit Anfang 1958 vor. Die entsprechenden konkreten Reiseplanungen verschoben sich jedoch mehrfach, weil er von Seiten der Bundesregierung zunächst gebeten wurde, den für Ende Oktober 1964 geplanten Besuch Nikita Chruschtschows abzuwarten. Der dann für das Frühjahr 1965 in Aussicht genommene Moskaubesuch Kaisens zerschlug sich, weil Chruschtschow wenige Tage vorher überraschend entmachtet wurde. Die erneuerte Einladung Kaisens durch die sowjetischen Stellen lehnte Kaisen schließlich endgültig ab, weil der Besuchstermin nur in der Zeit nach seinem Rücktritt als Präsident des Senats zu realisieren gewesen wäre.

### Bremer Politik zwischen 1960 und 1965

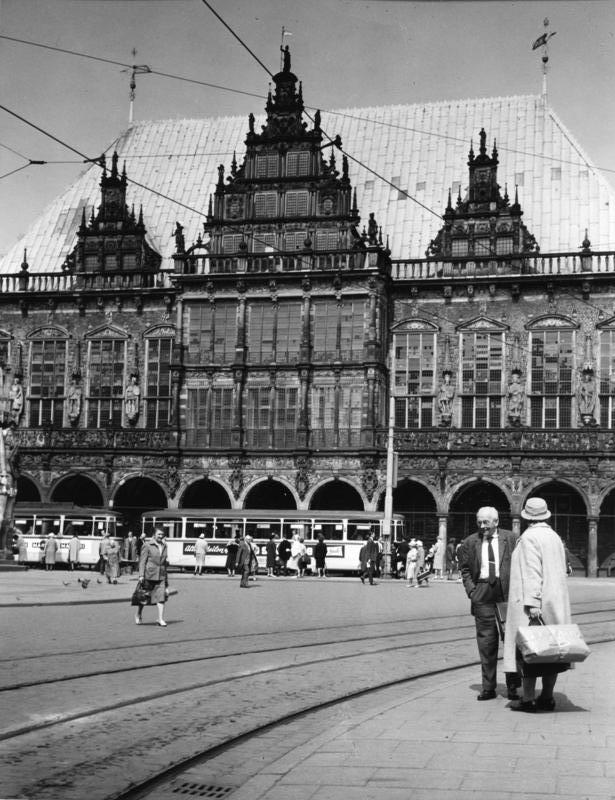
Das Bremer Rathaus, Aufnahme vom 10. Mai 1962

In der Bürgerschaftswahl vom 11. Oktober 1959 triumphierte Wilhelm Kaisen. Er errang nach einem Wahlkampf, der fast ausschließlich auf seine Person zugeschnitten war, 54,9 Prozent der Stimmen. Dennoch gelang es nicht, die Koalition aus SPD, FDP und CDU fortzusetzen – die Bremer CDU stellte, getrieben von der Bundes-CDU, in den Koalitionsverhandlungen Forderungen auf, die ihrem Abschneiden bei der Wahl kaum entsprachen. Fortan bildeten SPD und FDP einen Koalitionssenat.
Der Zusammenbruch der Borgward-Gruppe im Sommer 1961 führte erstmals zu größerer öffentlicher Kritik an wirtschaftspolitischen Entscheidungen des Senats, denn mit dem Konkurs gingen zuvor gewährte Senatsbürgschaften verloren. Zugleich galt die Bestellung des Sanierers Johannes Semler als Fehlgriff, weil er Aufsichtsratsvorsitzender von BMW war, dem damals schärfsten Rivalen von Borgward. Insbesondere die finanziellen Belastungen, die dem Land Bremen durch den Zusammenbruch des Autoherstellers entstanden, nahm Kaisen zum Anlass, öffentlich seinen Grundsatz zu wiederholen, die Ausgabenpolitik des Staates habe sich zwingend nach den Staatseinnahmen zu richten.
Aus diesem Grund lehnte er staatliche Hilfe für Bremer Werften ab, die Anfang der 1960er Jahre unter der nachlassenden Schiffbaukonjunktur litten. Auch Rufen nach einem Ausbau des stadtbremischen Hafens, dessen Engpässe immer offensichtlicher wurden, trat Kaisen aufgrund dafür nicht hinreichender Haushaltsmittel entgegen. Kaisens Pochen auf strikter Haushaltsdisziplin weckte gegen Ende seiner Amtszeit zunehmend den Unwillen der Nachwuchspolitiker in der Bremer SPD. In der Fraktion erhielten jene Kräfte Zulauf, die zudem auf eine eigenständigere Artikulation der SPD-Interessen im Senat drängten. Der Wortführer dieser Gruppe war Fraktionsführer Richard Boljahn. Insgesamt sollte nach Meinung dieser Politiker der Einfluss der Bürgerschaft zu Lasten des Senats wachsen.
Das einzige neue Projekt, das Kaisen nachdrücklich förderte und für das er bereit war, fiskalische Risiken einzugehen, war die Gründung der Universität Bremen. Weil Kaisen dennoch bestrebt war, die finanziellen Belastungen zu minimieren, trat Bremen in langwierige Verhandlungen mit dem Bund und mit anderen Bundesländern ein. Im Frühjahr 1964 gelang die Einigung auf eine Mischfinanzierung. Pläne einer Grundsteinlegung im Jahr 1965 zerschlugen sich jedoch. Erst zum Wintersemester 1971/1972, also lange nach dem Ausscheiden Kaisens aus der Bremer Politik, erfolgte die Aufnahme des Vorlesungsbetriebs.

### Nachfolgeregelungen und Rücktritt
Bereits vor der Bürgerschaftswahl von Oktober 1959 stellten führende Sozialdemokraten Überlegungen an, wer Kaisen nachfolgen sollte, wenn dieser einmal nicht mehr zur Verfügung stehen würde. Sie strebten an, neben Kaisen rechtzeitig einen „zweiten Mann“ aufzubauen. Kaisen selbst favorisierte Adolf Ehlers. Dieser war dazu nach kurzem Zögern bereit. Der Wechsel im Amt des Senatspräsidenten war SPD-intern für das Jahr 1963 geplant, das Jahr der nächsten Bürgerschaftswahlen. Öffentlich scheute sich Kaisen jedoch, diesen Schritt bekannt zu geben, weil er möglichst über die gesamte Legislaturperiode uneingeschränkt als Senatspräsident tätig sein wollte. Erst auf dem Landesparteitag der Bremer SPD am 28. Oktober 1962 gab Kaisen den Entschluss bekannt, bei der Bürgerschaftswahl 1963 nicht mehr als Spitzenkandidat der SPD anzutreten. Die Delegierten nominierten anschließend Ehlers zum Spitzenkandidaten.
Eine schwere Erkrankung, die Ehlers zwang, seine politische Karriere zu beenden, zerschlug diese Planung Anfang 1963. Kaisen selbst wurde gebeten, die SPD in den Wahlkampf zu führen – eine dritte Kraft hinter Kaisen und Ehlers stand nicht bereit. Die SPD führte den Wahlkampf, ohne ihren Spitzenkandidaten derart prominent herauszustellen, wie dies 1959 geschehen war. Die Bremer SPD bemühte sich stattdessen, materielle Wahrzeichen des Wiederaufbaus und der Modernität Bremens in den Mittelpunkt zu stellen – die Neue Vahr, moderne Hafenanlagen, Schwimmbäder, Schulen. Auch diese Strategie kam beim Wähler an, die SPD erreichte am 29. September 1963 54,7 Prozent der Stimmen.
Auch nach dieser Wahl vermied es Kaisen, der Öffentlichkeit einen Rücktrittstermin zu nennen. Richard Boljahn forderte ihn darum am 15. März 1964 auf einem Landesparteitag unmissverständlich dazu auf, denn Willy Dehnkamp, der als Kaisens Nachfolger auserkoren war, brauche ausreichend Zeit, um sich in die Amtsgeschäfte eines Bremer Bürgermeisters einzuarbeiten. Kaisen erklärte daraufhin am 17. März 1964, dass er Mitte Juli 1965 zurücktreten werde. Obwohl sich Kaisen öffentlich bemühte herunterzuspielen, dass Boljahn ihn nachdrücklich zur Bekanntgabe eines Rücktrittstermins aufgefordert hatte, nagte dessen öffentlicher Appell an ihm. Erschwerend kam hinzu, dass es in den Folgemonaten innerhalb des Bremer Senats gelegentlich Widerstand gegen Vorschläge und Entscheidungen Kaisens gab. Er war nicht mehr so durchsetzungsfähig, wie er es einst gewesen war.
Am 17. Juli 1965 nahm Kaisen im Rahmen eines großen Festaktes, an dem führende Vertreter des Bundes, der Länder, des Senats und der Bürgerschaft teilnahmen, seinen Abschied. Dabei wurde Kaisen mit der Bremer Ehrenbürgerschaft und mit der Bremischen Ehrenmedaille in Gold ausgezeichnet. Zum Zeitpunkt seiner Amtsniederlegung war Kaisen der dienstälteste Regierungschef eines deutschen Landes.

## Politiker im Ruhestand

### Privatmann
In den ersten zwei Jahren nach seinem Rücktritt machte sich Kaisen in der Öffentlichkeit rar. Allein eine Dankesveranstaltung der Bremer SPD im August 1965 für sein politisches Lebenswerk und ein öffentlicher Festakt in der Universität Hamburg im Februar 1966 aus Anlass der Verleihung des Freiherr vom Stein-Preises an Kaisen bildeten hier die Ausnahme. Kaisen half bei der Bewirtschaftung seines Hofes und kümmerte sich um seine mittlerweile pflegebedürftig gewordene Ehefrau Helene bis zu deren Tod Anfang September 1973. Im Winter 1967/1968 verfasste er zudem seine Lebenserinnerungen.

### Ratgeber und Förderer von Hans Koschnick

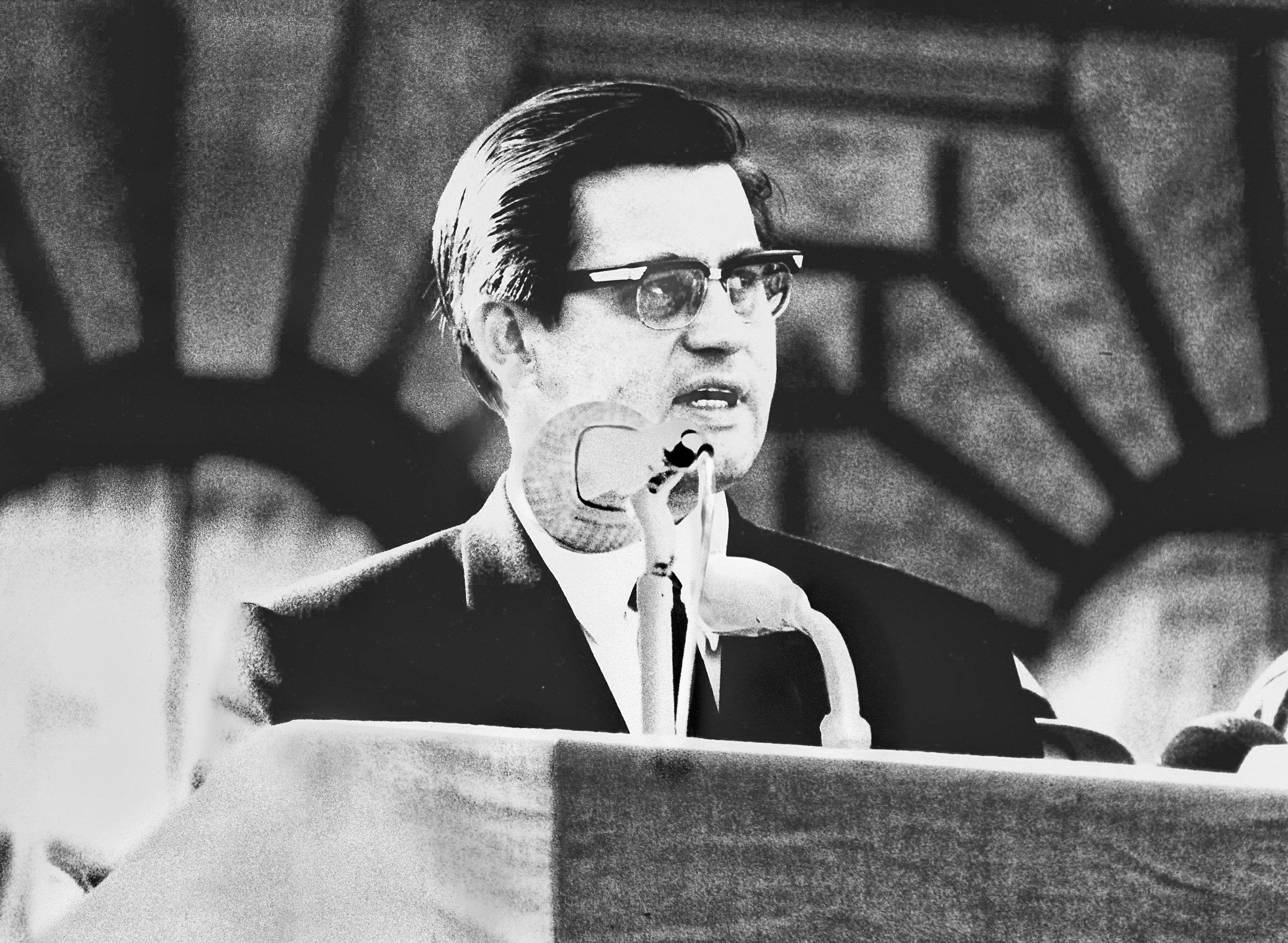
Hans Koschnick, 1968

Die Bürgerschaftswahl vom 1. Oktober 1967 endete mit einer Niederlage der SPD. Sie erreichte diesmal nur 46 Prozent der Stimmen, ein Verlust von fast neun Prozentpunkten, für den Willy Dehnkamp die Verantwortung übernahm. Sein Nachfolger im Amt des Senatspräsidenten wurde Hans Koschnick. Koschnick, der gezielt das politische Erbe Kaisens anzutreten gedachte, suchte demonstrativ den Rat Kaisens – telefonisch, schriftlich und durch Besuche in Borgfeld. Kaisen setzte mehrfach sein Ansehen bei den Bremer Genossen ein, um Koschnick insbesondere in dessen Anfangszeit beim Aufbau einer starken Stellung in der Partei und gegenüber der SPD-Bürgerschaftsfraktion zu helfen. So trat er beispielsweise im Mai 1968 erstmals seit seinem Rücktritt wieder auf einem Landesparteitag der Bremer SPD auf und plädierte dafür, Koschnick bei seinem Vorhaben zu unterstützen, den Notstandsgesetzen im Bundesrat zuzustimmen. Die Aktivitäten der außerparlamentarischen Opposition stießen bei Kaisen grundsätzlich auf wenig Verständnis. So hielt er beispielsweise die Bremer Straßenbahnunruhen von 1968 in einem Brief an Adolf Ehlers für weitgehend grundlos. Einer Rehabilitation der Theorie in der Partei, wie sie der junge Henning Scherf 1972 bei seinem Amtsantritt als Vorsitzender der Bremer SPD in Aussicht stellte, erteilte Kaisen gleichfalls eine Absage.

### Publizist des Regierungsflügels
In den 1950er Jahren hatte Herbert Wehner zu den engsten Vertrauten Schumachers gezählt und dessen Vorsatz unterstützt, Kaisen aus dem SPD-Vorstand zu verdrängen. Das Verhältnis von Kaisen und Wehner verbesserte sich nachhaltig, nachdem dieser 1969 zum Fraktionsführer der SPD im Bundestag gewählt wurde und Kaisen als jemanden betrachtete, der seit Jahrzehnten für eine dauerhafte Regierungsfähigkeit der SPD im Bündnis mit bürgerlichen Parteien plädiert hatte – eine Festlegung, die Wehner auch für die SPD Ende der 1960er Jahre für zukunftsweisend hielt. Kaisen würdigte Wehner seinerseits 1976 mit einem Beitrag zu einer Festschrift zu dessen 70. Geburtstag. Insbesondere seine Rolle bei der Umwandlung der SPD von einer Arbeiterpartei in eine Volkspartei sowie Wehners Grundsatzrede im Deutschen Bundestag am 30. Juni 1960, in der dieser den Kurswechsel der SPD in der Außen-, Deutschland- und Bündnispolitik formulierte, hob Kaisen dabei lobend hervor.
Diese publizistische Würdigung Wehners reihte sich in eine lose Folge weiterer Beiträge Kaisens für sozialdemokratische Medien ein. Dabei bettete er aktuelle Entwicklungen in der Bundesrepublik und in der SPD in größere geschichtliche Zusammenhänge. Aus seinen Betrachtungen versuchte Kaisen gezielt, „Lehren“ für die Gegenwart abzuleiten. Insgesamt sollten diese Veröffentlichungen aus seiner Sicht dazu beitragen, die SPD darin zu bestärken, die in vielen Jahrzehnten erreichte politische Gleichstellung der Arbeiterschaft abzusichern und zugleich das Streben nach gerechteren wirtschaftlichen und gesellschaftlichen Verhältnissen fortzusetzen. Die Wirtschafts-, Energie- und die Nachrüstungspolitik Helmut Schmidts unterstützte er dabei nachdrücklich gegen wachsende Widerstände aus den Reihen seiner eigenen Partei. Kaisens letzter Beitrag war dem Parteitag von 1979 in Berlin gewidmet – seine Betrachtungen erschienen wenige Wochen vor seinem Tod. In diesem Aufsatz unterstützte er erneut die Energiepolitik Schmidts und sprach sich für eine vorbehaltlose Unterstützung der Regierung aus. Kaisen zeigte sich damit auch nach seiner aktiven politischen Laufbahn als Mitglied des gouvernementalen Flügels in der Sozialdemokratie.

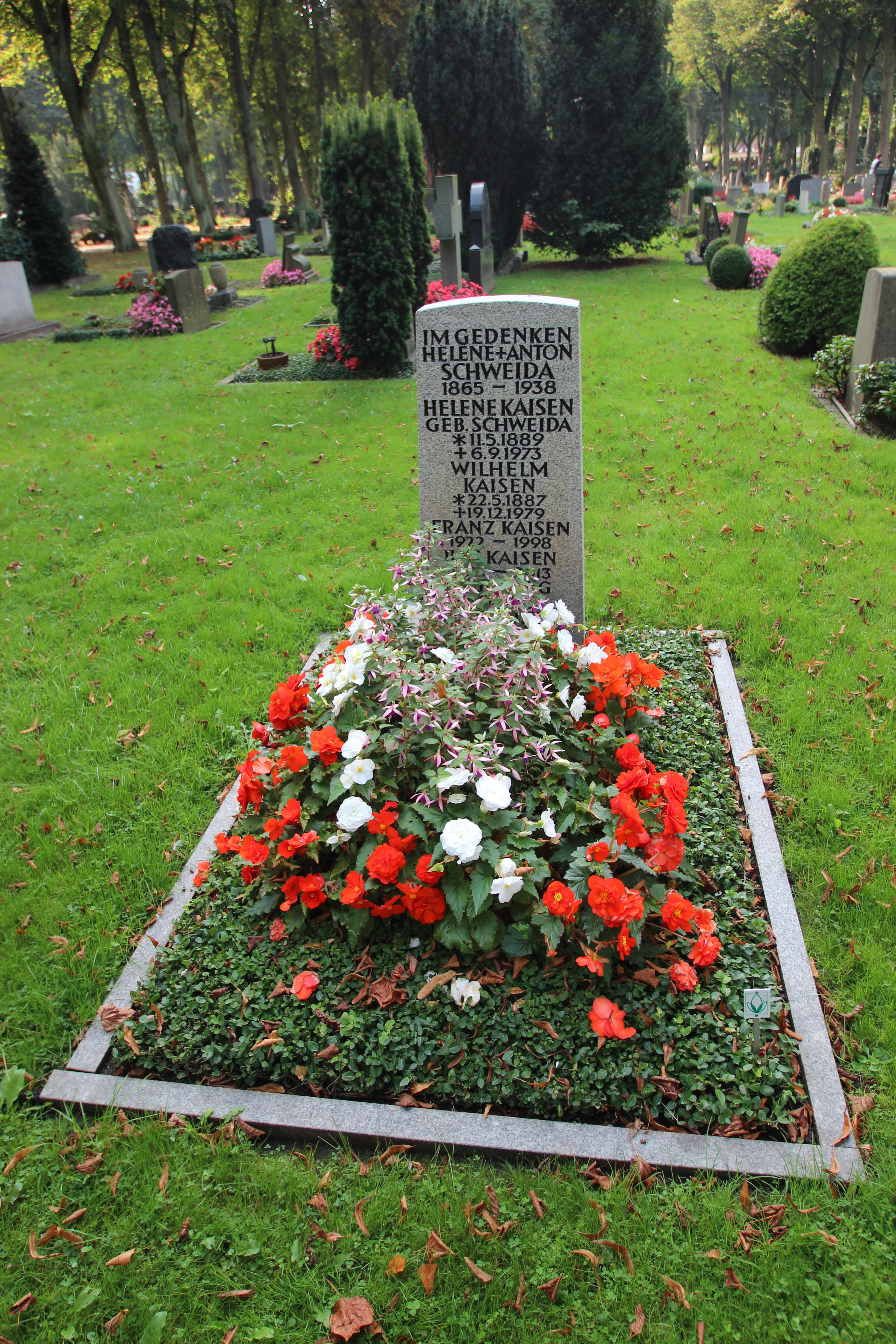
Grab von Wilhelm und Helene Kaisen auf dem Riensberger Friedhof (2014)

Wilhelm Kaisen starb 1979 nach kurzem Aufenthalt im Bremer Zentral-Krankenhaus St. Jürgen. Er wurde zusammen mit seiner Frau Helene auf dem Riensberger Friedhof begraben (Grab Nr. F0164).

## Rezeption

### Ehrungen

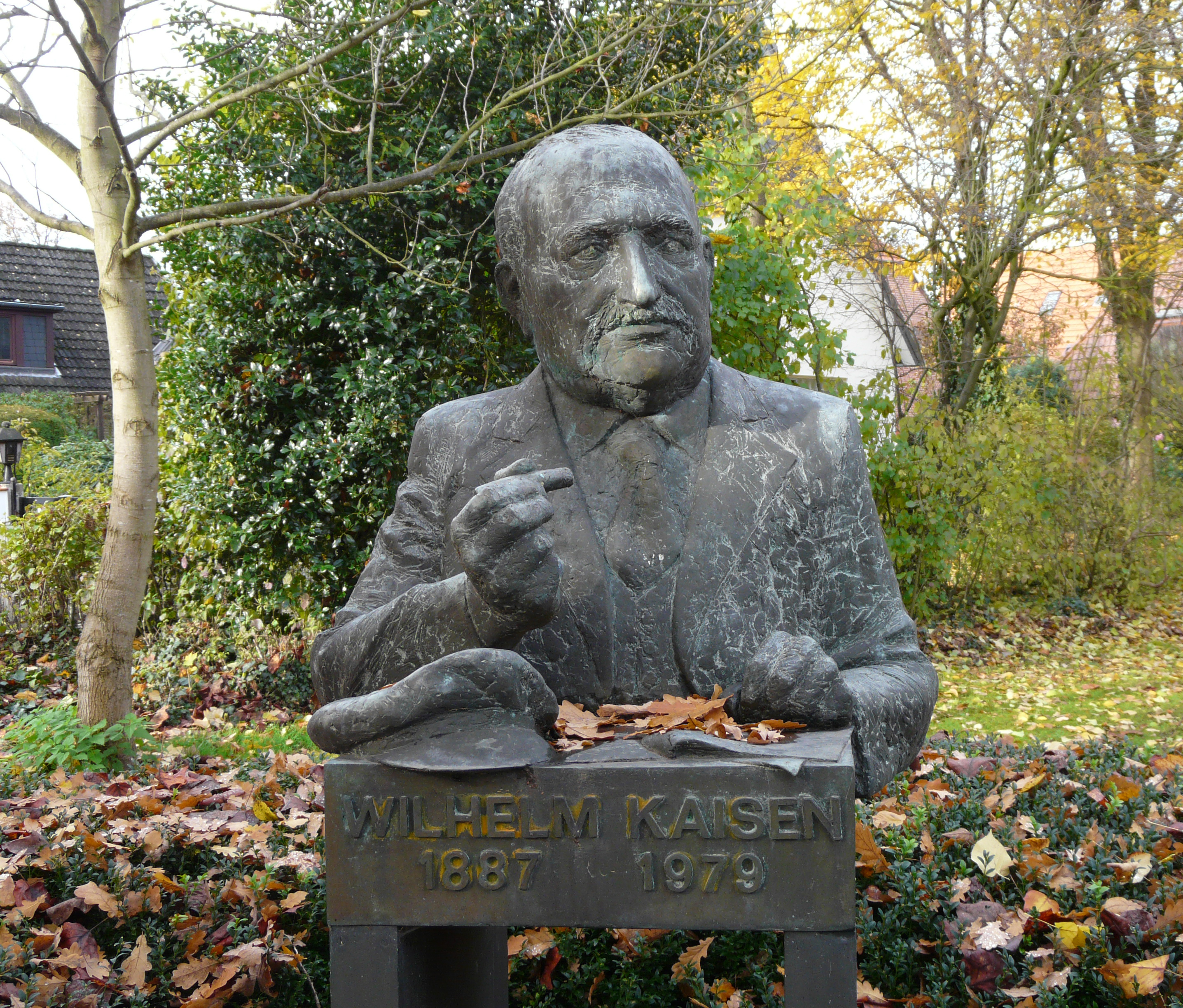
Kaisenbüste in Borgfeld

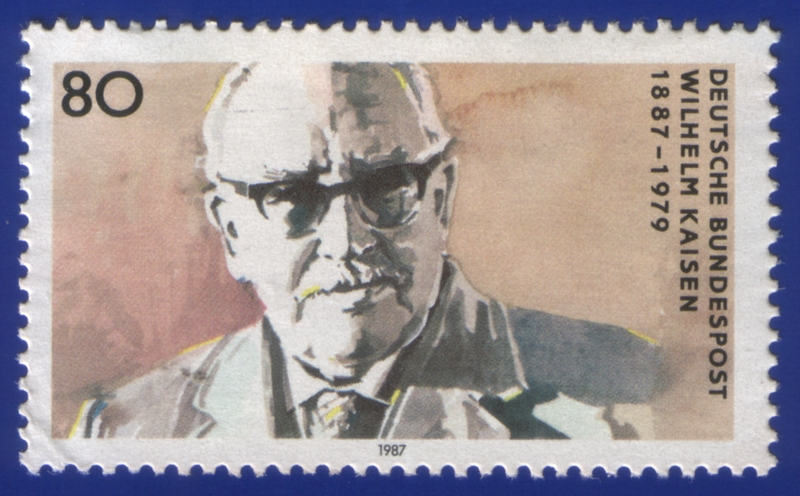
Sondermarke der Bundespost vom 5. Mai 1987

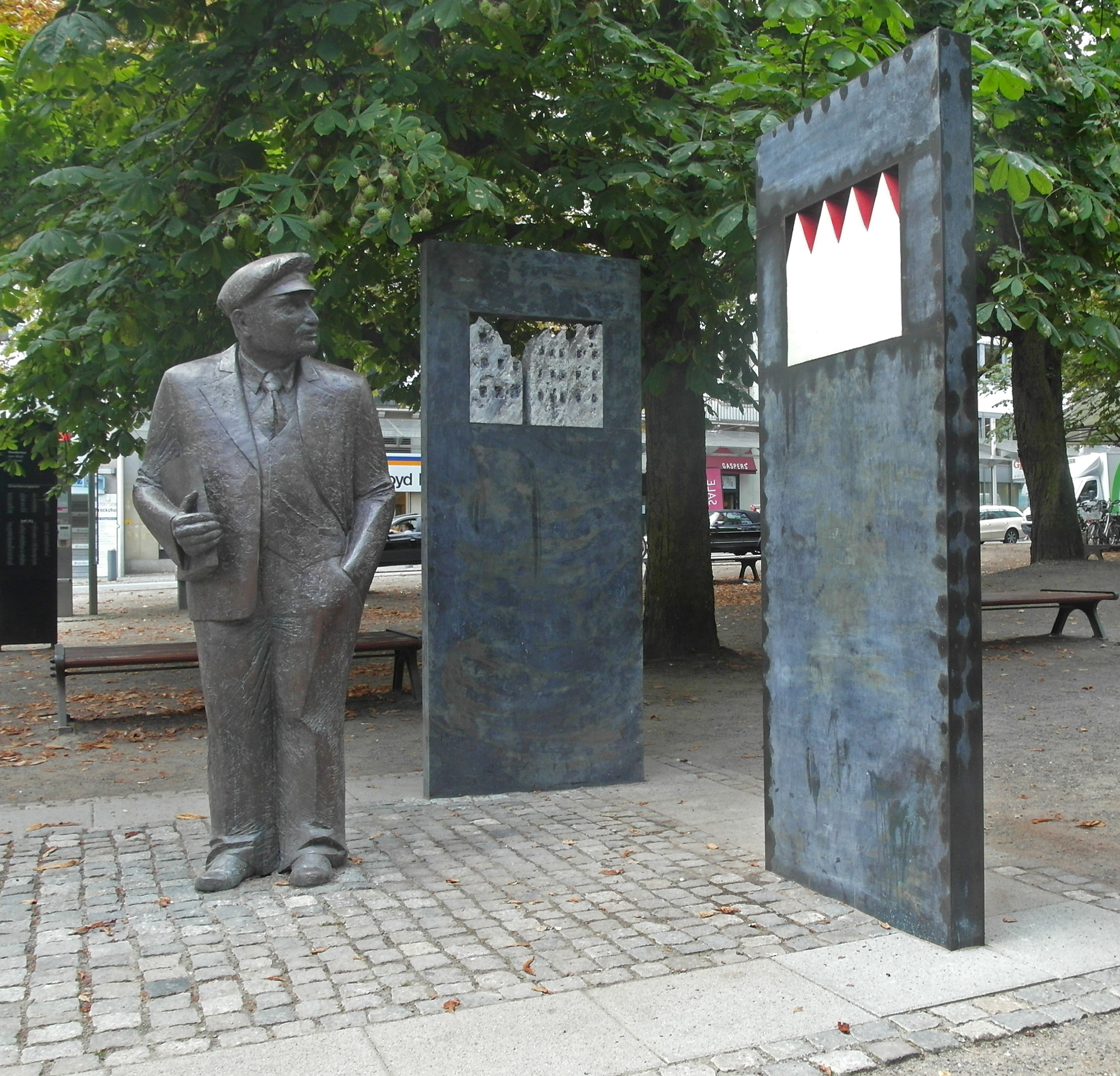
Kaisen-Denkmal in der Bremer Innenstadt

- Kaisen wurde 1965 Ehrenbürger der Hansestadt Bremen.
- Er erhielt 1965 die Bremische Ehrenmedaille in Gold.
- In Bremen wurde die Große Weserbrücke am 1. Januar 1980 in Wilhelm-Kaisen-Brücke umbenannt.
- Eine Schule in der Bremer Neustadt trägt seinen Namen.
- Die Bürgermeister-Kaisen-Allee in Bremen - Borgfeld wurde 2000 nach ihm benannt.
- Das Kaisen-Haus im Rhododendron-Park Bremen erhielt seinen Namen.
- Am 1. August 1980 erhielt der Container-Terminal Bremerhaven den Namen Container-Terminal Bremerhaven – Wilhelm Kaisen.
- In Bremerhaven ist ein Platz nach ihm benannt und in Düsseldorf eine Straße.
- In der Nähe des Ortsamtes von Borgfeld findet sich eine 1985 von Christa Baumgärtel angefertigte Kaisenbüste.
- Heute noch werden die bewohnten Nachkriegshäuser in den Bremer Kleingärten umgangssprachlich als Kaisenhäuser bezeichnet. Dort besteht seit 2008 ein Museum.
- Die Wilhelm Kaisen, ein 1978 gebauter Seenotrettungskreuzer der Deutschen Gesellschaft zur Rettung Schiffbrüchiger (DGzRS), wurde nach ihm benannt. Das Beiboot trägt den Namen Helene, den Vornamen seiner Frau Helene Kaisen.
- Die Deutsche Bundespost ehrte Kaisen 1987 aus Anlass seines 100. Geburtstages mit einer Sonderbriefmarke.
- Ebenfalls zum 100. Geburtstag Wilhelm Kaisens wurde eine Medaille aus Silber herausgegeben.
- Die 1995 in Bremen gegründete Wilhelm und Helene Kaisen-Stiftung[59] kümmert sich um das Andenken an das Ehepaar und dabei insbesondere um den Ausbau der Gedenk- und Dokumentationsstätte, die im früheren Borgfelder Wohnhaus beziehungsweise in der dortigen Scheune eingerichtet ist.
- Am 22. Mai 2012 wurde anlässlich von Kaisens 125. Geburtstag in den Bremer Wallanlagen Ecke Herdentorsteinweg das von Christa Baumgärtel gestaltete Kaisen-Denkmal eingeweiht.[60]